# Pontiac (autómárka)
A Pontiac nagy és változatos múlttal rendelkező cég, amely a kezdeti nehézségek után a General Motors égisze alá került. 
A kezdeti, mindenki számára érthető szlogent egész története alatt igyekeztek megtartani, bár ez nem mindig sikerült. A cég negalakulásakor luxus igényeket próbált kielégíteni, később inkább a sportos irányvonalat képviselte. Ennek következtében a General Motors egyik sportos divíziója lett. Még  nagy méretű, négyajtós kivitelű autói is hihetetlen menetteljesítményekre voltak képesek az 1960-as években. Ennek következménye lett az olajválság idején bekövetkezett törés a cég életében, mivel radikálisan át kellett alakítani a gyártási palettát.
A márkának számos emlékezetes modellt  köszönhetünk, amelyek a gyűjtők garázsaiban büszkén hirdetik a nagy személyautókat magában foglaló full-size kategóriában is a luxus és erő keverékét (Catalina, 2+2, Grand Prix, Executive, Bonneville). Ugyanakkor ez a cég volt az, amelynek az amerikai autógyártás legendás korszakát, az első muscle car („izomautó”) érát is köszönhetjük a Pontiac GTO modell létrehozásával.

## Történelem

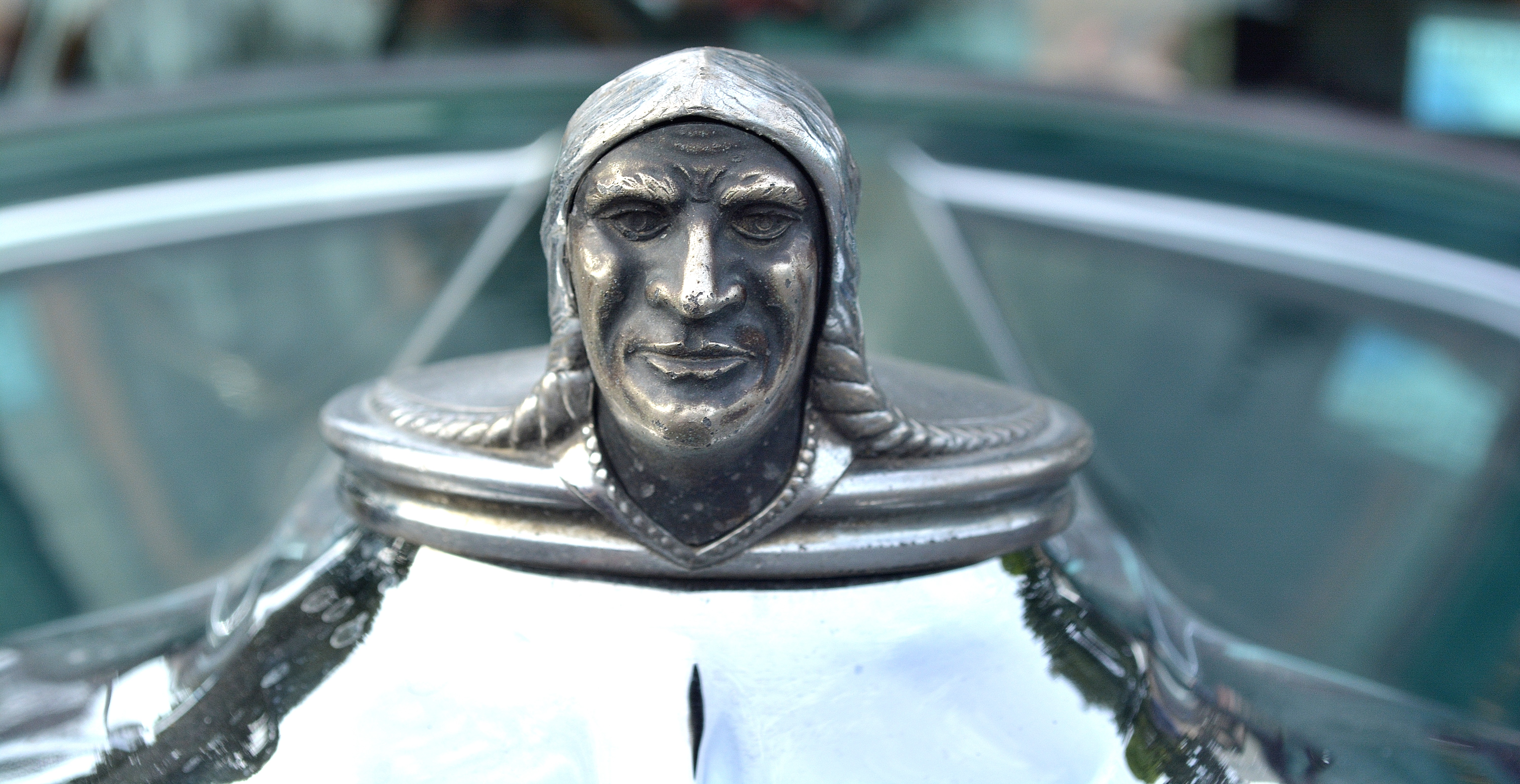
A híres indiánfej hűtődísz

A Pontiac nevet először 1906-ban a Pontiac Spring & Wagon Works cég használta. A Pontiac elnevezését a Pontiac indián főnökhöz kapcsolták, aki onnan volt híres, hogy felkelést szervezett a britek ellen, nem sokkal a francia-indián háború után. 1908 novemberében az Oakland Motors, és a Pontiac Sping & Wagon Works összeolvadt, és a két cégből létre jött az Oakland Motor Car Company. A két céget Michigan államában Pontiac városába vonták össze, és itt kezdték el árulni az autóikat. 1909-ben aztán az Oakland Motor Car Company-t William C. Durant a General Motors cég nevében felvásárolta, és beolvasztotta az addigra már a cégben levő Buick, és Chevrolet márkák mellé.

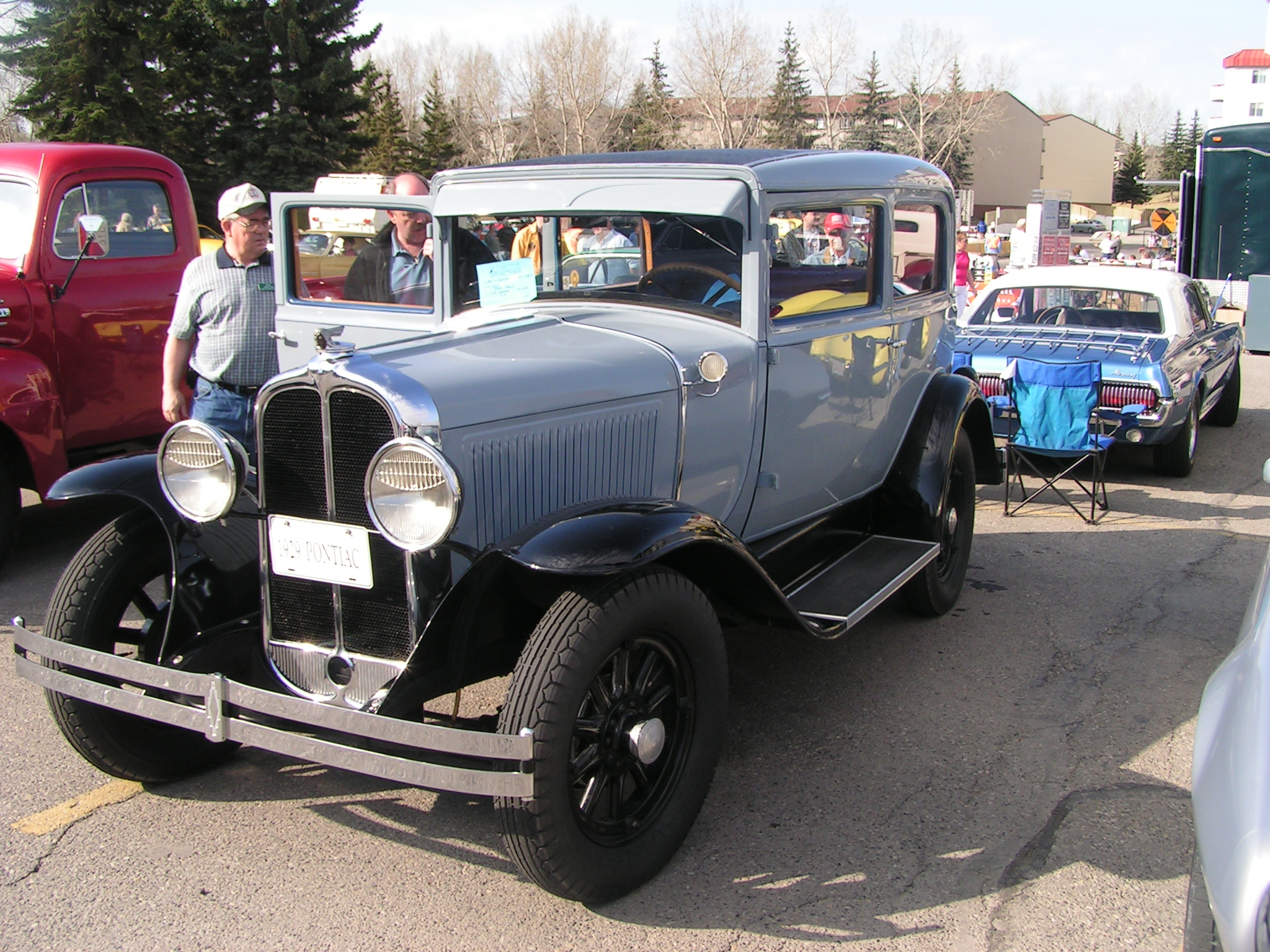
Pontiac gépkocsi 1924-ből

Az első Pontiac autó 1926-ban a GM égisze alatt egy olcsó 6 hengeres modell volt, melynek az volt a célja, hogy versenyezzen a többi gyártó 4 hengeres modelljeivel. Az első hónapokban több modellt adtak el ebből az autóból, mint a még Oakland néven futó típusokból. Míg az Oakland Motors eladásai csökkentek, a Pontiac eladásai folyamatosan növekedtek. Ennek köszönhetően egyre nyilvánvalóbbá vált, hogy melyik márka a favorit az anyacégnél, amelyik megmarad. Végül 1932-ben az Oakland Motors meg is szűnt és a Pontiac maradt.
A Pontiac logója a bennszülött amerikaiak nyilainak a hegyét szimbolizálják, ezzel is utalva a márka nevének kapcsolatára. A Pontiac egyik alternatív elnevezése a teljesítményőrültek körében a "Poncho", illetve még a márka fiatal korában az "Indián" becenév, ami a márka logójára utalt.

## Korai idők

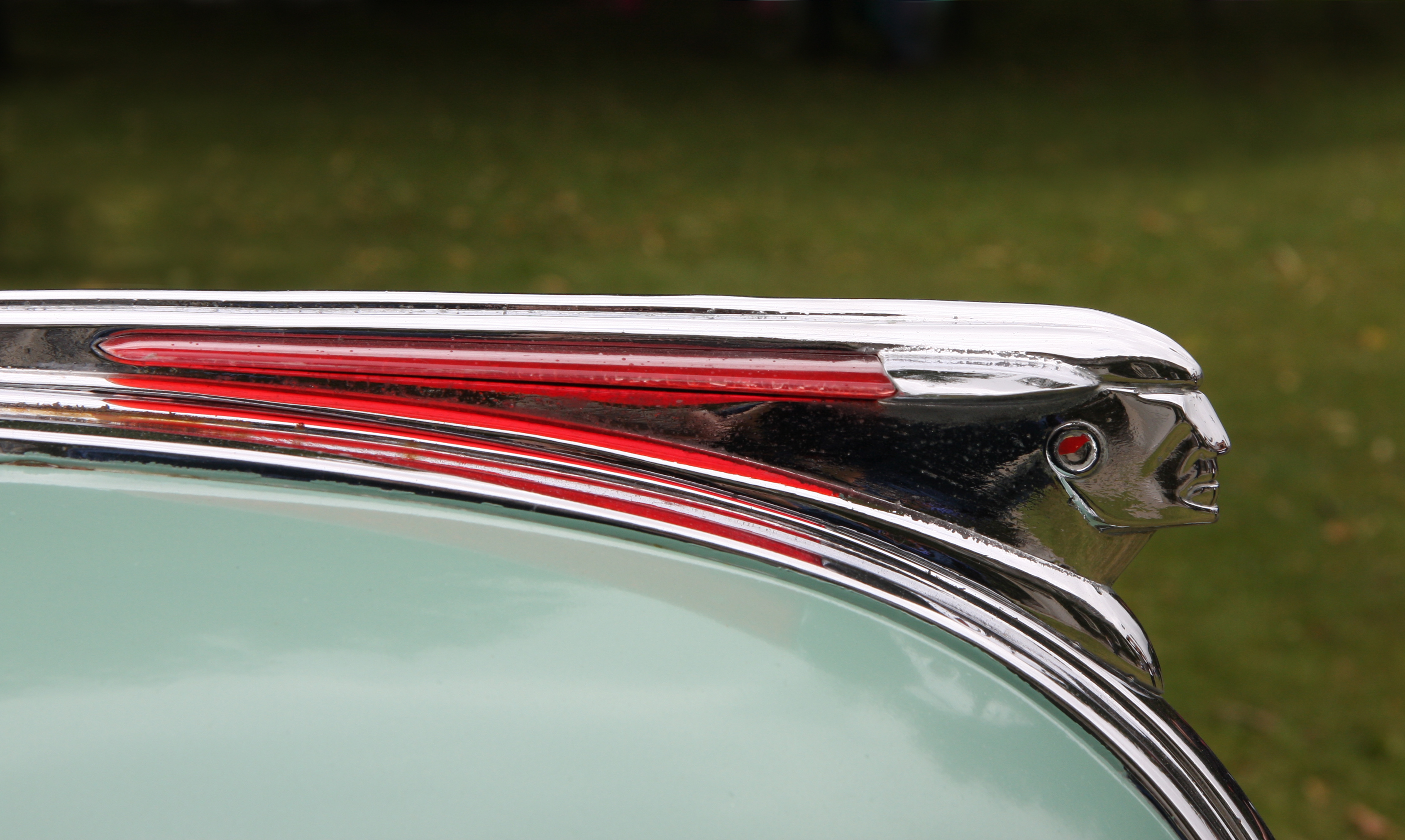
Silver Streak stílusú hűtődísz

A Pontiac eleinte olcsó, mindenki számára elérhető autókat gyártott, soros 6 hengeres motorokkal. 1933-ban egy fejlesztés keretében váltott, és elkezdett gyártani soros 8 hengerrel ellátott autókat. Hogy alacsonyan tudja tartani a költségeit, használni kezdte a divízió nyújtotta lehetőségeket, és a többi cégtől átvette azokat az alkatrészeket, amiket érdemes volt. Ennek köszönhetően többek között a Chevrolet soros 6 hengeres típusaiból is használt alkatrészeket, köztük magát a karosszériát is. A '30-as évek vége felé aztán áttértek a Buick úgynevezett "torpedó" karosszériáira, amit a saját dizájn elemeikkel kiegészítve elég figyelemfelkeltőre sikerült megalkotni.
A cég több dizájnfejlesztést is végrehajtott a híres Indian Head orrdíszen kívül. Ilyen volt a Silver Streak optikai dizájn. Ez az elnevezés egy ezüst krómdíszítést jelentett az autón. Több króm díszléc egymás mellett húzódott végig a motorháztetőn keresztül a kocsi hátáig.

## Negyvenes, és ötvenes évek

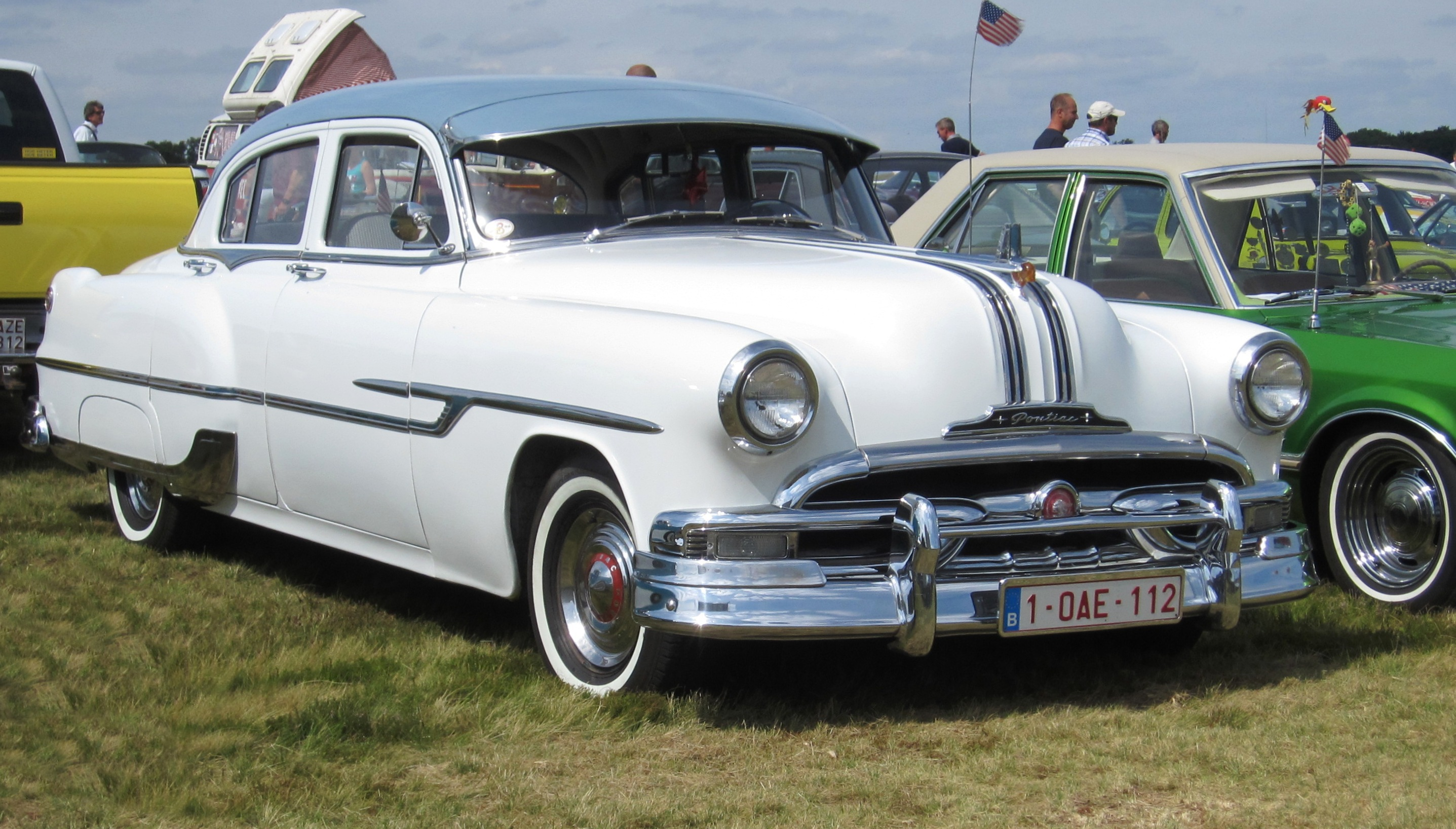
Pontiac Chieftain Sedan 1953-ból

Az 50-es évekig a Pontiac szolid, halk hétköznapi autókat gyártott, puha felfüggesztéssel, melyek kényelmesen ringatóztak az utakon. Az átlagos családok átlagos igényeinek megfelelő járművekkel volt a cég jelen a piacon. A Pontiac szerepe akkoriban a divízión belül az olyan autók gyártása volt, ami csöndes, kényelmes, tágas utazást biztosított az olyan emberek számára, akik az alap modelleknél valamivel jobb minőséget kerestek. A márka a Chevrolet belépőszintű típusai felett helyezkedett el a GM típuspalettáján, az igényesebb középosztálynak biztosított autókkal. Ez a besorolás volt az anyacég stratégiájának része, amivel biztosítani akarta, hogy a társadalom minden rétegének tudjanak biztosítani az igényeknek megfelelő járműveket. A V8-as motorokat, melyek folyamatosan növekvő népszerűségnek örvendtek, valamivel drágább volt gyártani, mint a soros 8 hengereseket, ezért a Pontiac még egy ideig soros 8 hengeres motorokkal gyártotta az autóit. A soros motor korlátai miatt nem igazán lehetett ezeket a magas fordulatra, nagy kompressziókra hangolni, hiszen a konstrukció ezt nem tette lehetővé, ilyen terhelésnél egyszerűen nem voltak megbízhatók. Viszont ez nem jelentett gondot a cégnek, hiszen a márka célközönségének úgysem volt fontos a nagy teljesítmény, inkább a kényelem számított. Emiatt a Pontiac volt a GM Észak-Amerikai cégei közül az utolsó, amelyik átállt a soros motorokról a V elrendezésű motorokra. igaz ez annyira jól eltalált motor lett, hogy 1955 és 1959 között GM Pick-up-jaiban is Pontiac motorok dübörögtek.

## Hatvanas évek

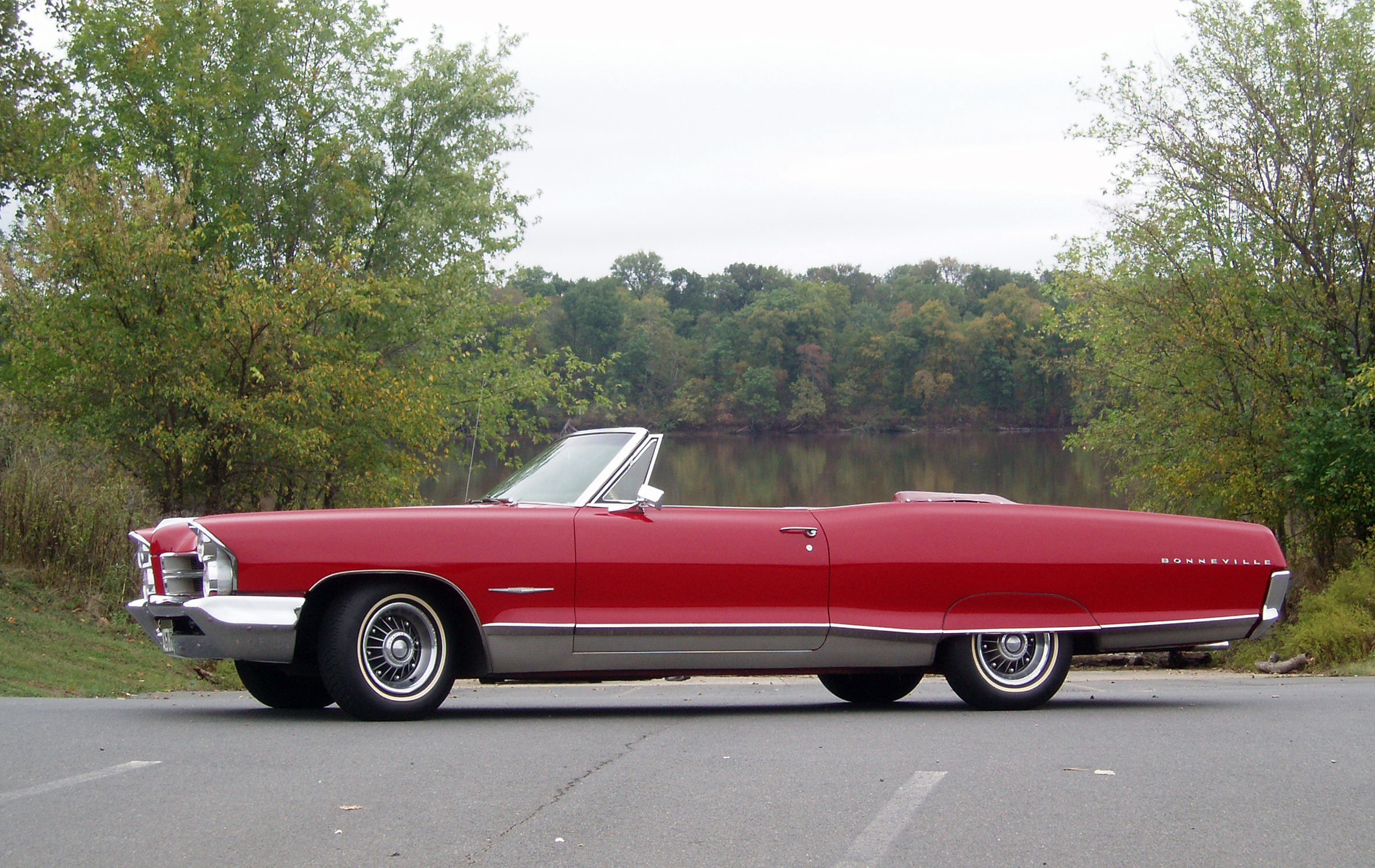
Pontiac Boneville Convertible 1965-ből

A 60-as évek volt a Pontiac nagy fénykora. Az évtized elején több nagyobb modellel is képviseltette magát a piacon, mint a Ventura, Catalina 2+2, Parisienne, Bonneville. Ezek az autók hatalmas  sikereknek örvendtek. Megtestesítették a szép és nagy formát, a hihetetlen kényelmet és az erős motorral szerelt, de lágyan ringó autót. A folyamatos fejlesztéseknek köszönhetően a cég egyre erősebb, és jobb V8-as motorokat kezdett fejleszteni. A Chevrolet Small Block motorjainak építésével szemben a Pontiac más filozófia mentén kezdett el motorokat fejleszteni és építeni. A Pontiac motorok alapvetően az alacsony fordulat/magas nyomaték elv szerint épültek, szemben a Chevrolet  motorokkal. Nem készült Small Block és Big Block kivitel sem. Érdekesség, hogy a Pontiac motorok jó ideig nem voltak kaphatók Kanadában, az exportra készített autókba a Chevrolet motorjait szerelték, ezekkel olyan különleges példányokat teremtve, mint a Pontiac Beaumont SD-396, amiben a Chevrolet 396-os Big Block motorja szerepelt.

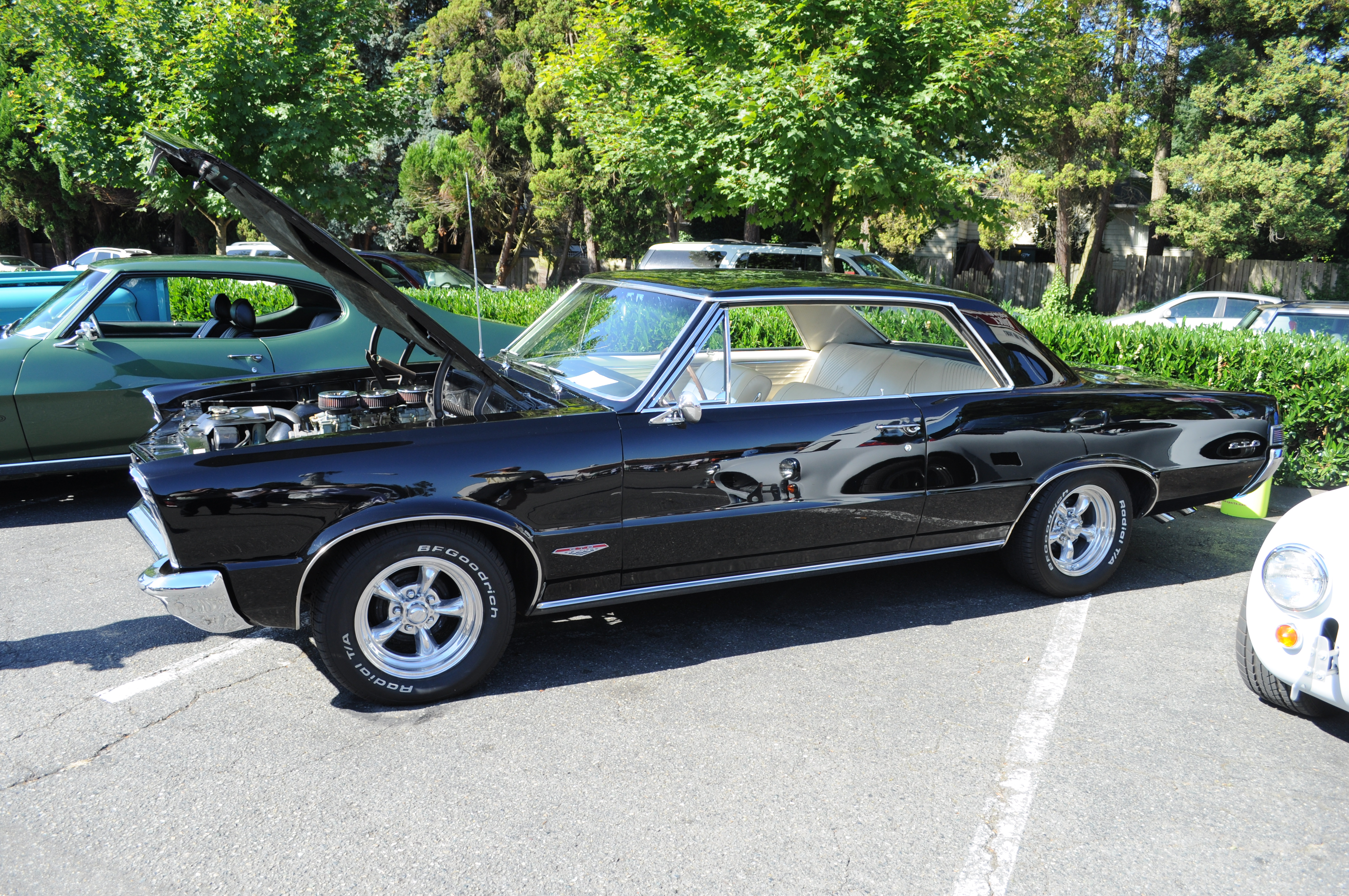
GTO 1965-ből

A 60-as évek közepére a cégnél dolgozó fiatal John DeLorean mérnök ötlete alapján kitalálták, hogy a közepes méretű (mid-size) Pontiac Tempest modellbe berakják a Pontiac fejlesztette nagy erejű 389-es motort, kicsit átdolgozzák a futóművet, illetve a kasztnin pár változtatást hajtanak végre, ezzel megteremtve egy olcsó, de sportos tulajdonságokkal bíró négyüléses autót. Egy új típust teremtettek, amit elneveztek Pontiac GTO-nak. A GTO csomag 1964-es megjelenésekor akkora sikert aratott, hogy külön modellé nőtte ki magát és pillanatok alatt legendává vált a modell. Annyira jól sikerül a típus, hogy kisebb változtatásokkal egészen 1967-ig megtartották az alap formai kialakítást és csak a következő évtől alakítottak az autón. Ez az autó teremtette meg a Muscle Car érát, aminek köszönhetően az amerikai autógyártás fénykorát élte a 60-as évek vége és '70-es évek eleje közötti időszakban.

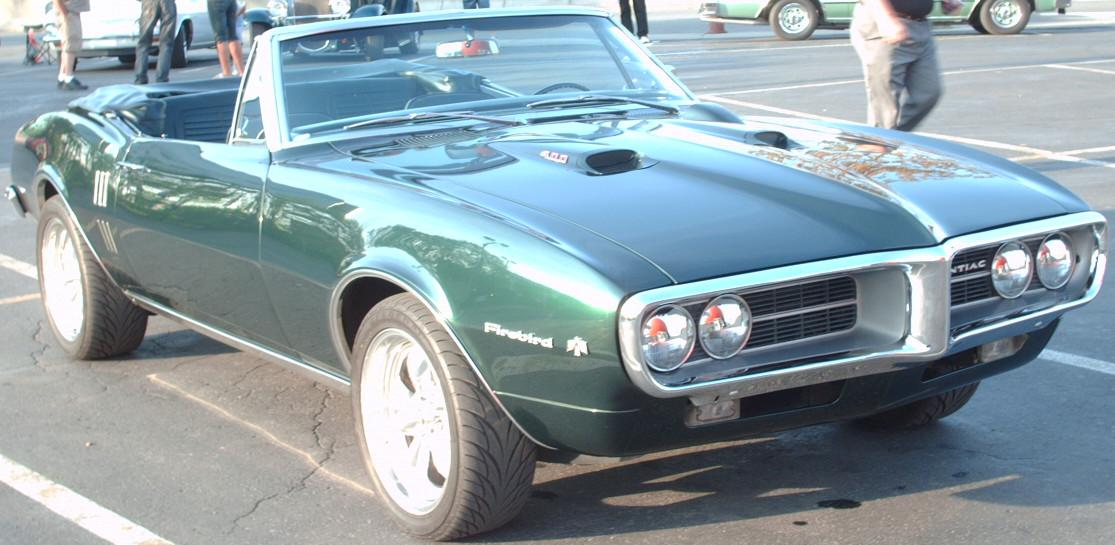
Firebird Convertible 1967-ből

Ez a hatalmas siker csak az egyik volt. A 60-as évek végére a Ford a Mustang modelljével az általa teremtett Pony Car kategóriában egyeduralkodó volt az eladási számokat tekintve. Ezt nem lehetett szó nélkül hagyni, főleg, hogy a Mopar már jelen volt a piacon a Plymouth Barracuda modelljével. Ekkor GM a Chevrolet-vel közösen megalkotta a GM Platformjára épített F-Body-s autóit, a Pontiac Firebird-öt és a Chevrolet Camarót. A Firebird legalább akkora sikert aratott, mint a GTO korábban. Ráadásul könnyebb autó volt, és megkapta a GTO-val azonos motorokat, ezzel gyakorlatilag a Pontiac saját maga elindította a GTO hanyatlását. A GTO egy évtizednyi történelmével szemben a Firebird majdnem 35 évet élt meg, egészen 2002-ig, ekkor testvérével, a Camaróval együtt megszüntették ennek a modellnek is a gyártását.

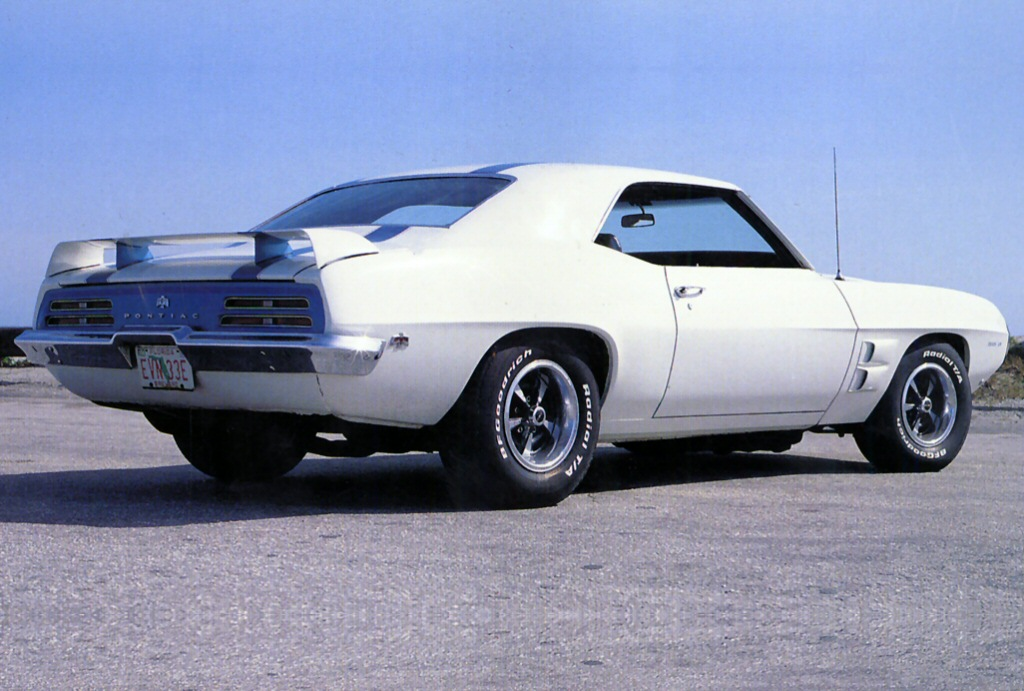
1969-es Trans-Am

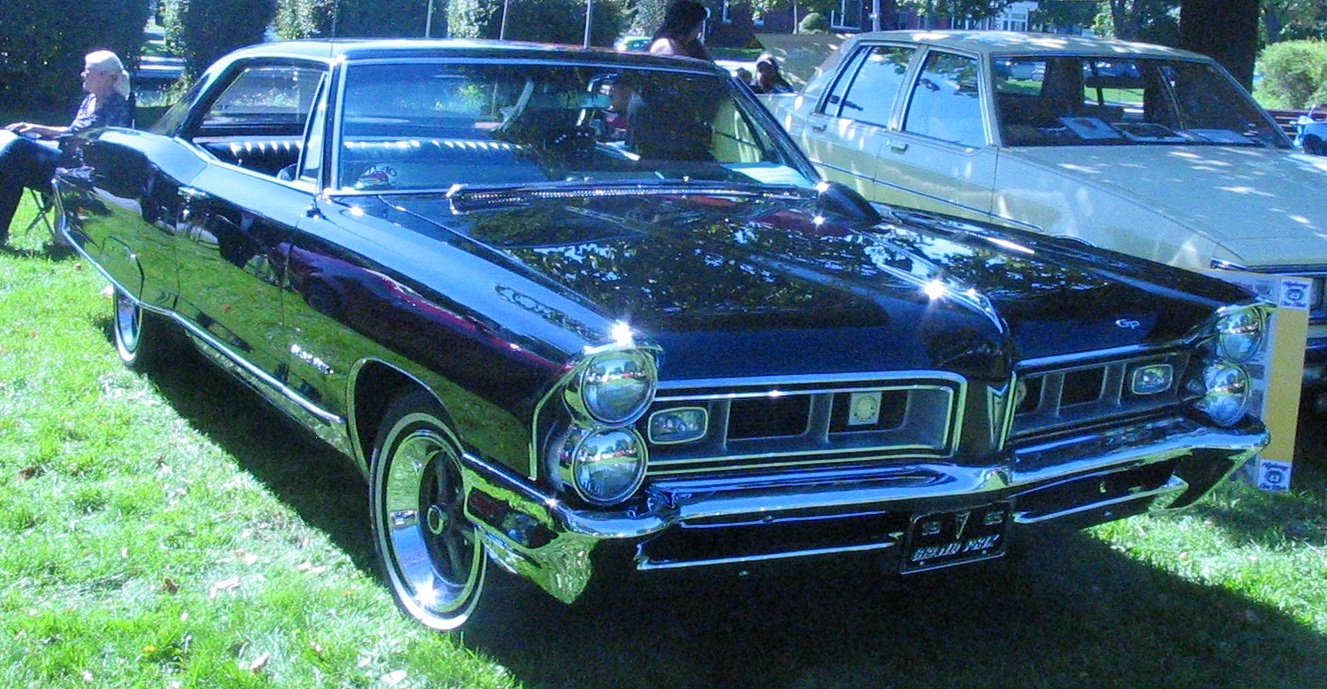
1965-ös Grand Prix

Másik nagy modellje a Grand Prix volt, amely a full-size kategóriában hódított más testvérmodelljeivel, de ez a típus a kényelmével és mégis sportos kialakításával kicsit más volt, mint társai. Az autó megkapta az akkori legnagyobb 428 cui-s motort és ezzel méreteit meghazudtoló teljesítményre volt képes.

## Hetvenes évek

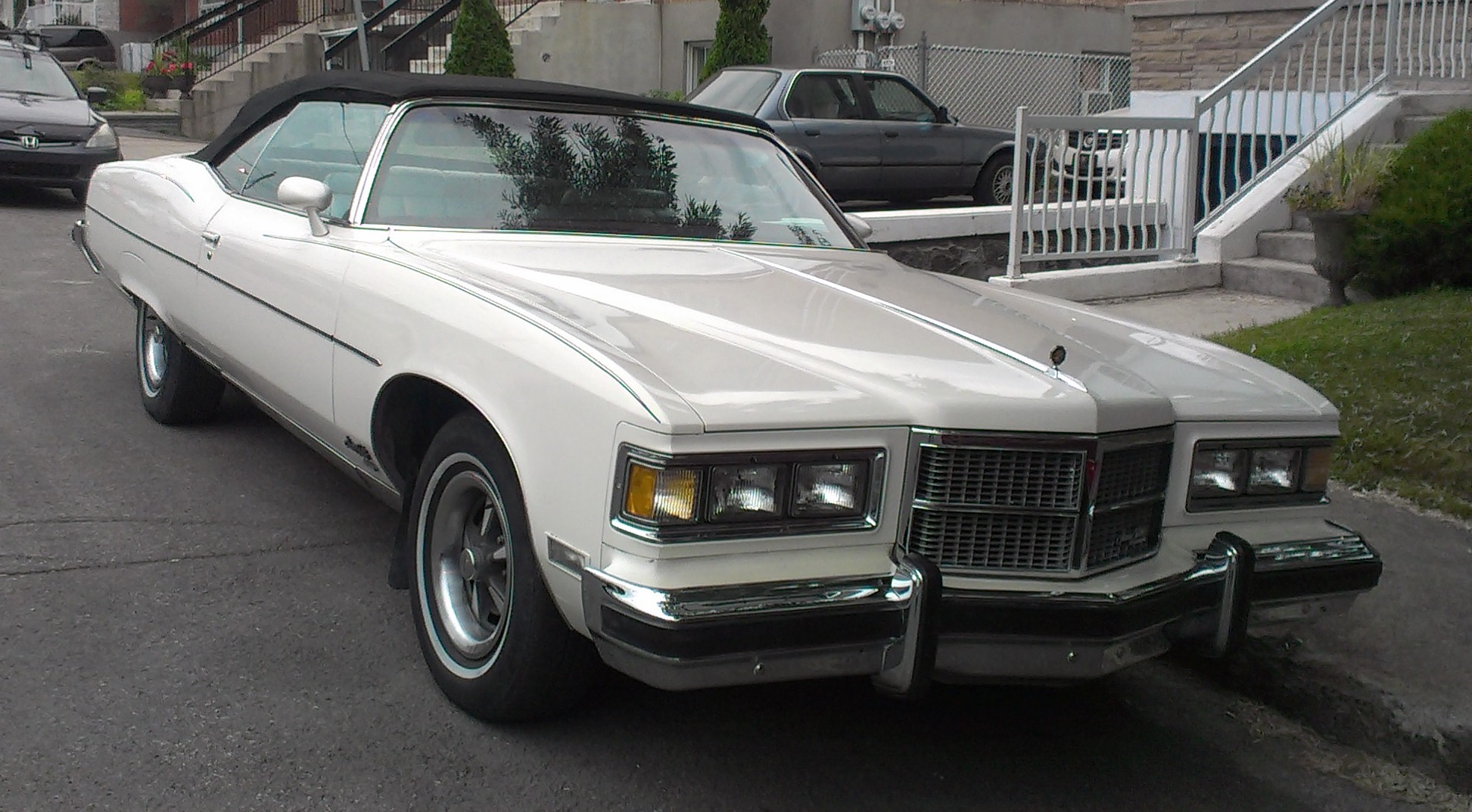
Grand Ville Convertible 1975-ből

A hetvenes évek, akárcsak az összes többi amerikai gyártónak, szomorú időket hozott. Az évtized elején az olcsó, iszonyatos erejű Muscle Carokkal okozott rengeteg, sokszor halálos kimenetelű baleseteket megunva, a biztosítók drasztikusan megemelték ezeknek az autóknak a biztosítási költségeit, ezzel hatalmas visszaesést produkálva a Pontiac sportos modelljeinek eladásaiban. Ha ez nem lett volna elég, a 70-es évek közepére elérkezett az első olajválság, ami szinte kivégezte a izomautókat, köztük a kategóriateremtő GTO-t is. A Firebird éppen csak túlélte ezt az időszakot, de megalázó átalakuláson kellett ennek a típusnak is átesnie. A motorok az évtized kezdetén tomboló teljesítmény dömping helyett folyamatosan gyengültek, ahogy egyre újabb környezetvédelmi szabályok, biztosítási korlátozások, és fogyasztási igények mutatkoztak. Az évtized elején nem ritkán 400 lóerő körüli autók helyett az évtized végére 150 lóerő körüli teljesítményre visszafojtott V8-as motorok jelentek meg. A Big Blockok fénykorának is vége lett, lassan teljesen eltűntek ezek a legendás, hatalmas motorok a cégek kínálatából.

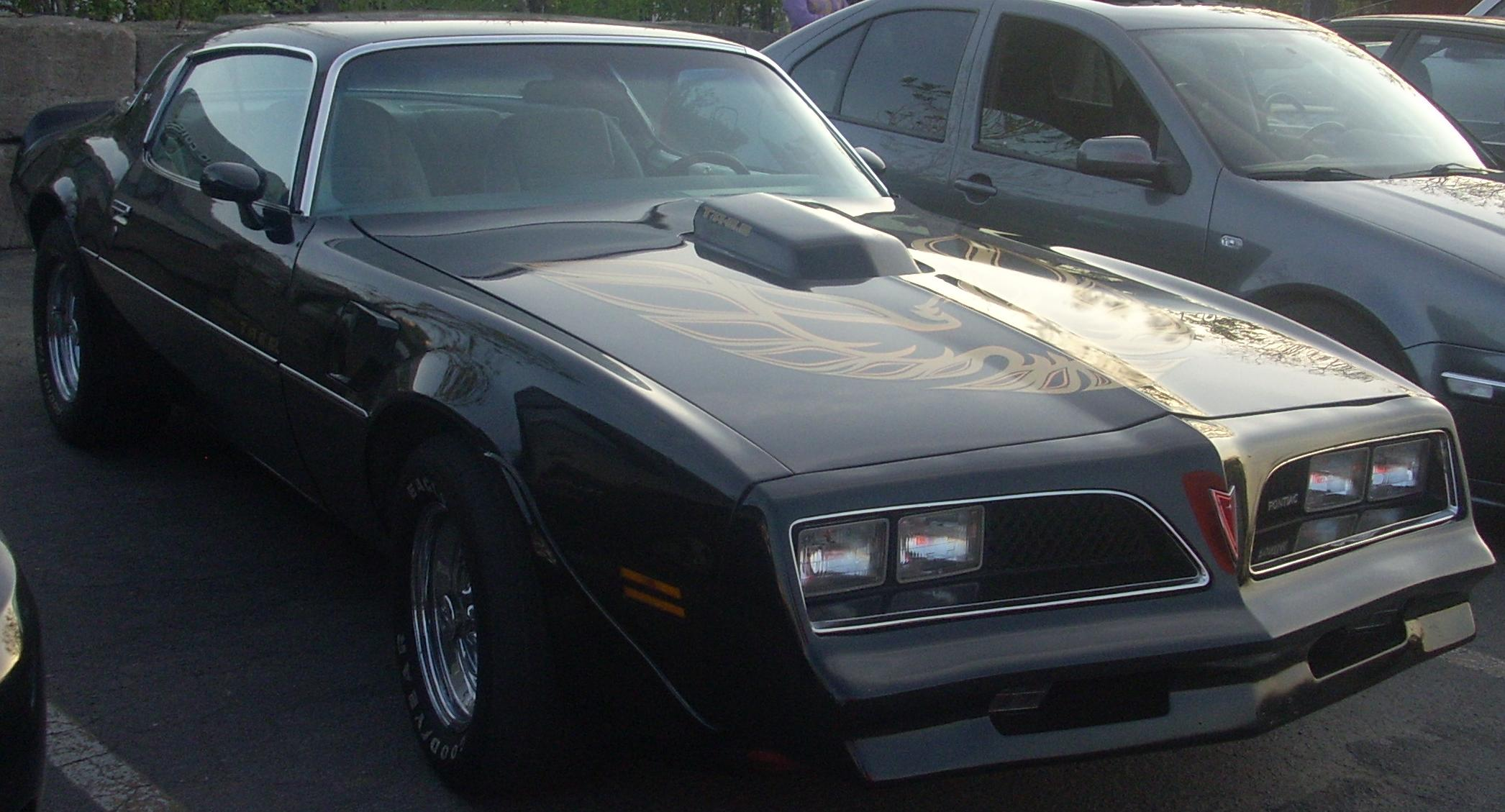
1978-as Trans Am, hasonló a Smokey és a bandita című filmben szereplőhöz

A Trans Am népszerűsége 1977 után nemhogy csökkent volna, de nőtt is a Smokey és a bandita című, Burt Reynolds főszereplésével készült film hatására. Az 1978-as modellévben a Trans Am eladások duplájára nőttek, és még a nagy vetélytárs Chevrolet Camaro eladásokat is sikerült túlszárnyalni. A filmbeli szereplésből a Le Mans típus (Igazságosztó Bulldog seriff rendőrautója) is profitált, bár a siker nem volt olyan átütő, mint a Trans Am esetében. Érdekesség, hogy a filmben négy Pontiac Trans Am-et használtak el és két Le Mans-t. A Trans Amek 1977-esnek kozmetikázott 1976-os évjáratú kocsik voltak – a két évjárat között még a fényszórók alakjában is különbség volt.

## Nyolcvanas évek

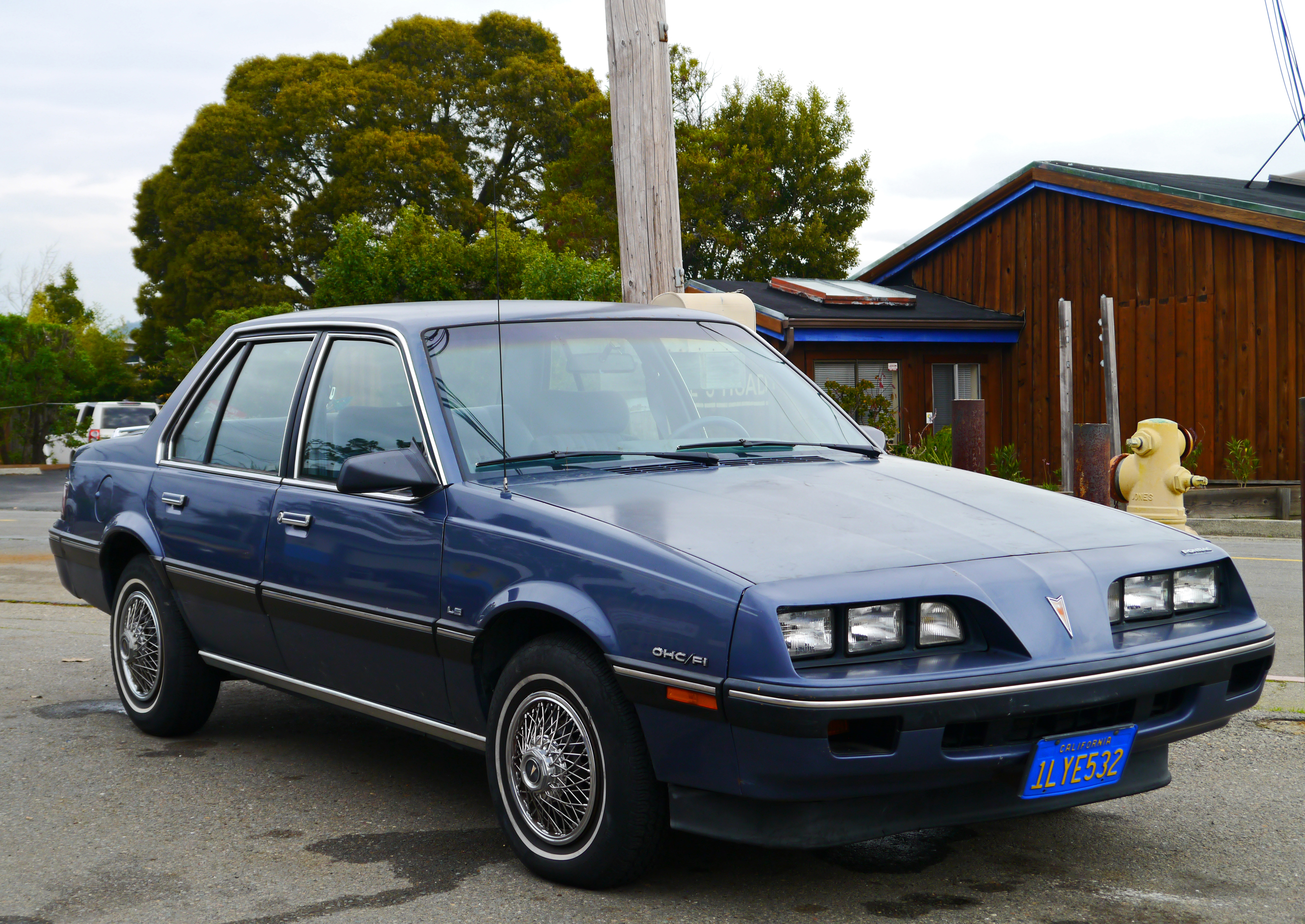
1984-es Sunbird 2000 (1,8 literes)

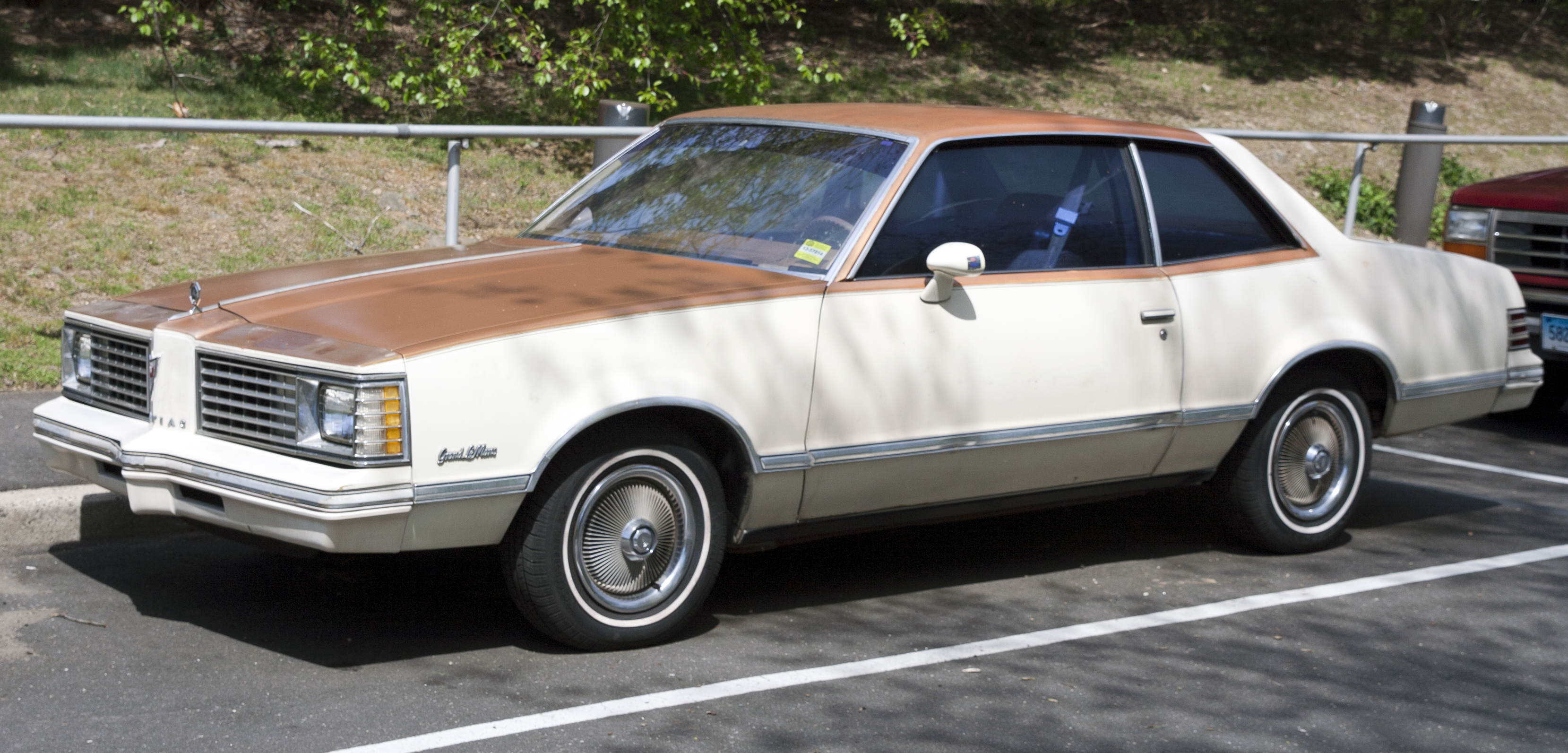
1980-as Grand Le Mans

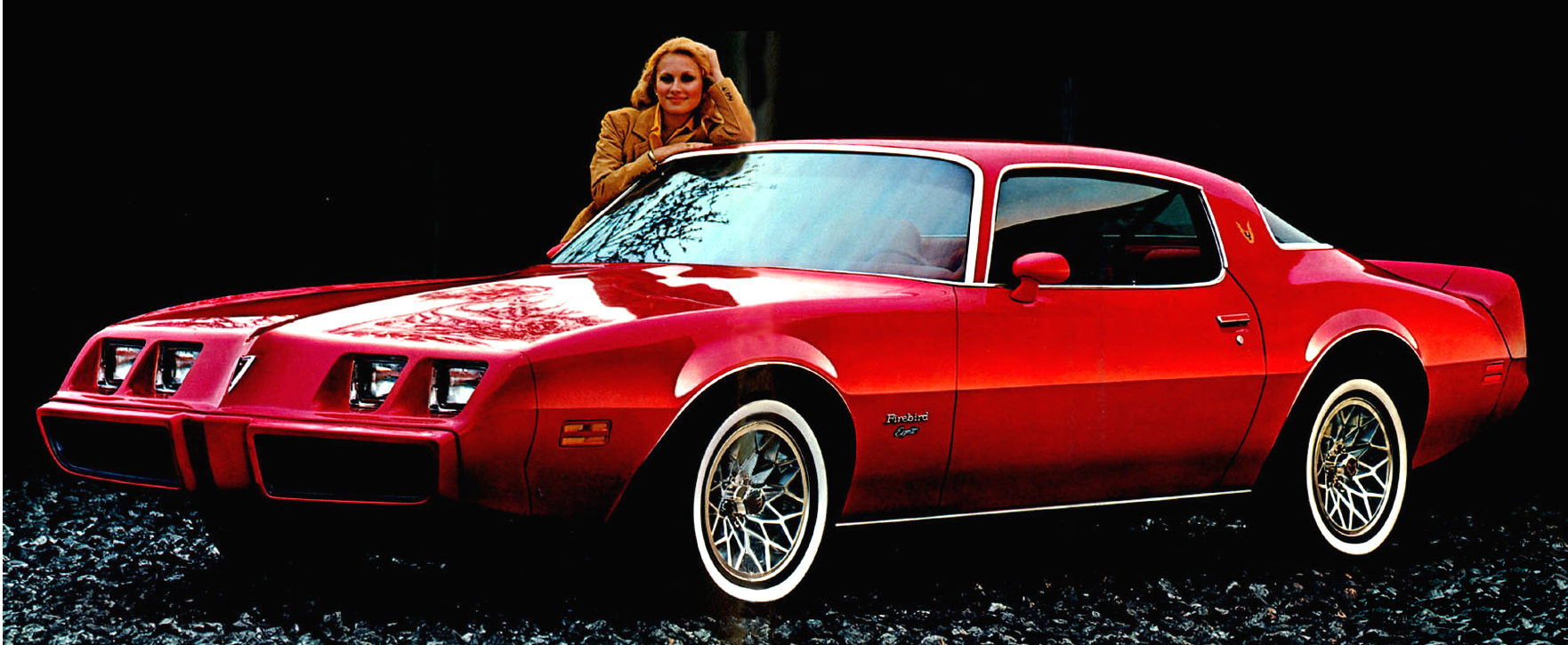
Firebird Esprit 1981-es hirdetésen

A 80-as évekre a piac teljesen megváltozott, és akárcsak a többi cégnek, úgy a Pontiacnak is muszáj volt ehhez alkalmazkodnia. A hatalmas teljesítmények már csak a múlt nosztalgikus emlékei voltak, a 80-as évek elején a Pontiac motorok jó részét lecserélték az addigra a GM divízióján belül már szabványnak tekinthető Chevrolet small block motorokra. Amelyik modellben megmaradt a V8-as, ott a 305-ös, és a 350-es SBC motorok maradtak, „nevetséges” 150, és 180 lóerőkkel. A Firebirdöt egy ideig még 2500 köbcentis, 80-110 lóerő közé belőtt soros 4 hengeres motorokkal is szerelték, ami akkora bukás volt, hogy gyorsan le is vették a palettáról. A piaci igények változása új kategóriák megteremtését is követelte, ilyen volt a kisautóké (small car), és a vásárlók részéről erősödő érdeklődést kiváltó középkategóira (mid-size osztály). A Small kategóriába a Pontiac Sunbird, és a GM európai divíziójától átvett Opel Kadett, Pontiac LeMans-nak átnevezve próbálta felvenni a versenyt az addigra teljes erővel nyomuló import autókkal szemben. A mid-size osztályban a Pontiac a Chevrolet-vel közösen megalkotta a Pontiac Phoenix – Chevrolet Citation párost, ami többek között a hasonló méretű mid-size Ford LTD-vel kellett volna, hogy felvegye a versenyt. Szerették volna az amerikai kényelmet a kis méretekkel kombinálni, ami, mint kiderült nem igazán sikerült sem nekik, sem a Fordnak. Ezek a modellek soha nem lettek népszerűek, a 80-as évek végére szépen csöndben megszűntek. 

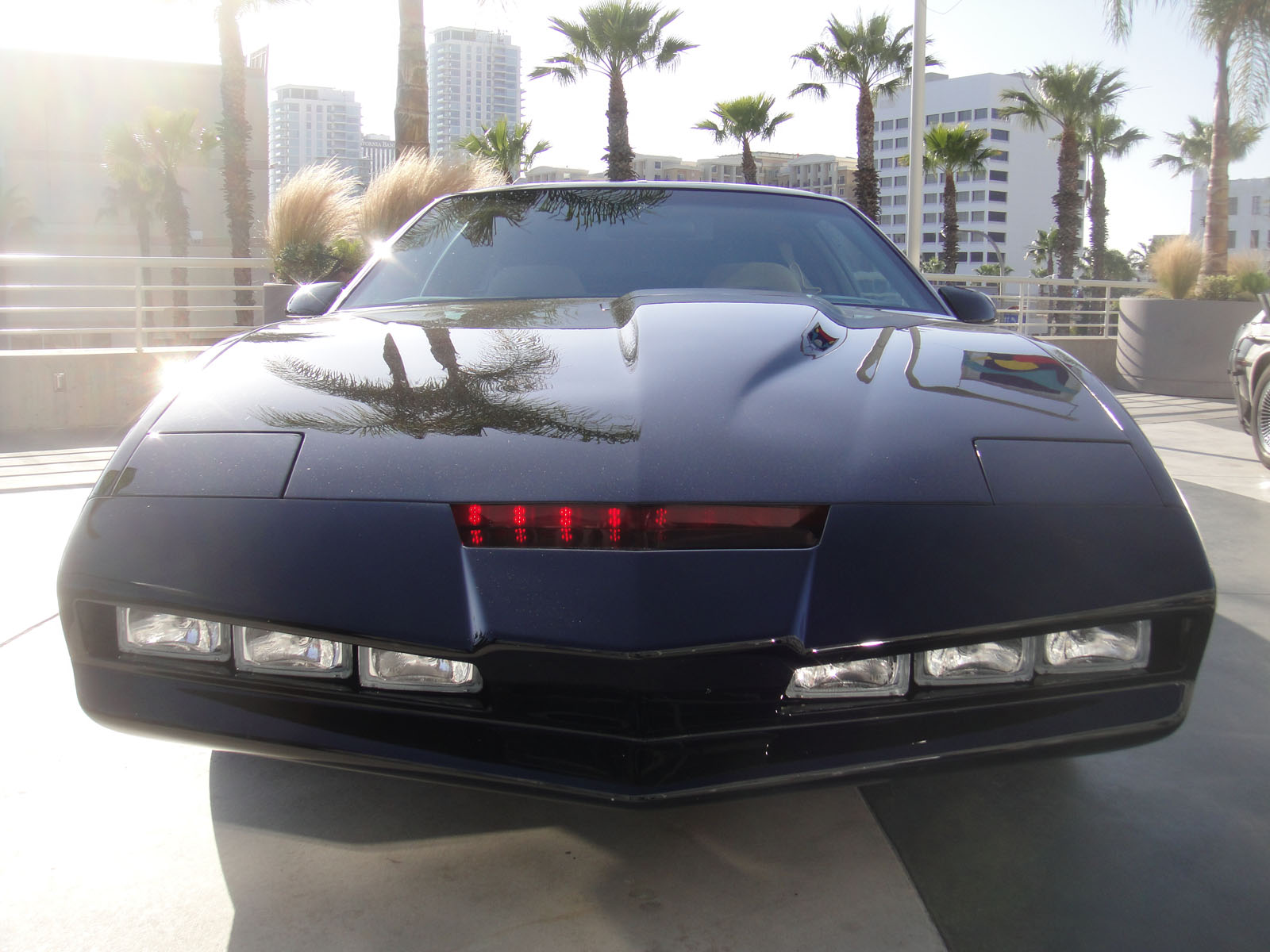
K.I.T.T – 1981-es Firebird volt az alap

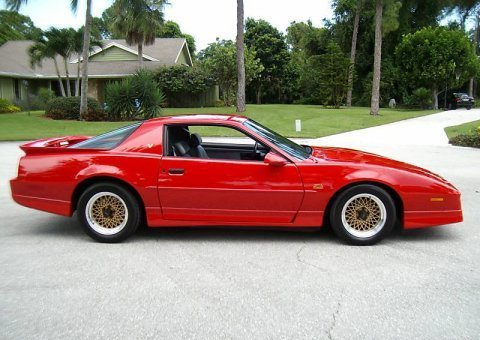
1989-es Trans-Am

Az évtized közepére a General Motors-nál megkezdték az átállást az injektoros motorokra, ami elérte a Pontiacot is. A precízebb befecskendezésnek köszönhetően a szigorodó környezetvédelmi szabályok mellett is megkezdődhetett a motorok újra izmosodása. Az évtized végére a 150-180 lóerős motorok helyett már 200 lóerő fölötti teljesítmények kezdtek megjelenni a Pontiac kínálatában is – igaz, ezek az értékek még mindig nem közelítették meg az olajválság előtti motorok hihetetlen teljesítményét. A Pontiac 1989-ben, hogy megünnepelje a Firebird huszadik évét, kiadott egy speciális, a Buick alkatrészeiből összeválogatott Trans-Am változatot, amibe Buick GNX-ből is ismert, méltán legendás 3,8 literes turbós motorját rakták. Ezzel a motorral a jubileumi Firebird 14.2 másodperc alatt futotta meg gyárilag a negyed mérföldet, több mint 98 mérföld/óra (közel 160 km/h) célvonali sebességgel. Az IndyCar sorozatban is használtak Firebirdöket felvezető autóként, ami tovább növelte a típus népszerűségét.

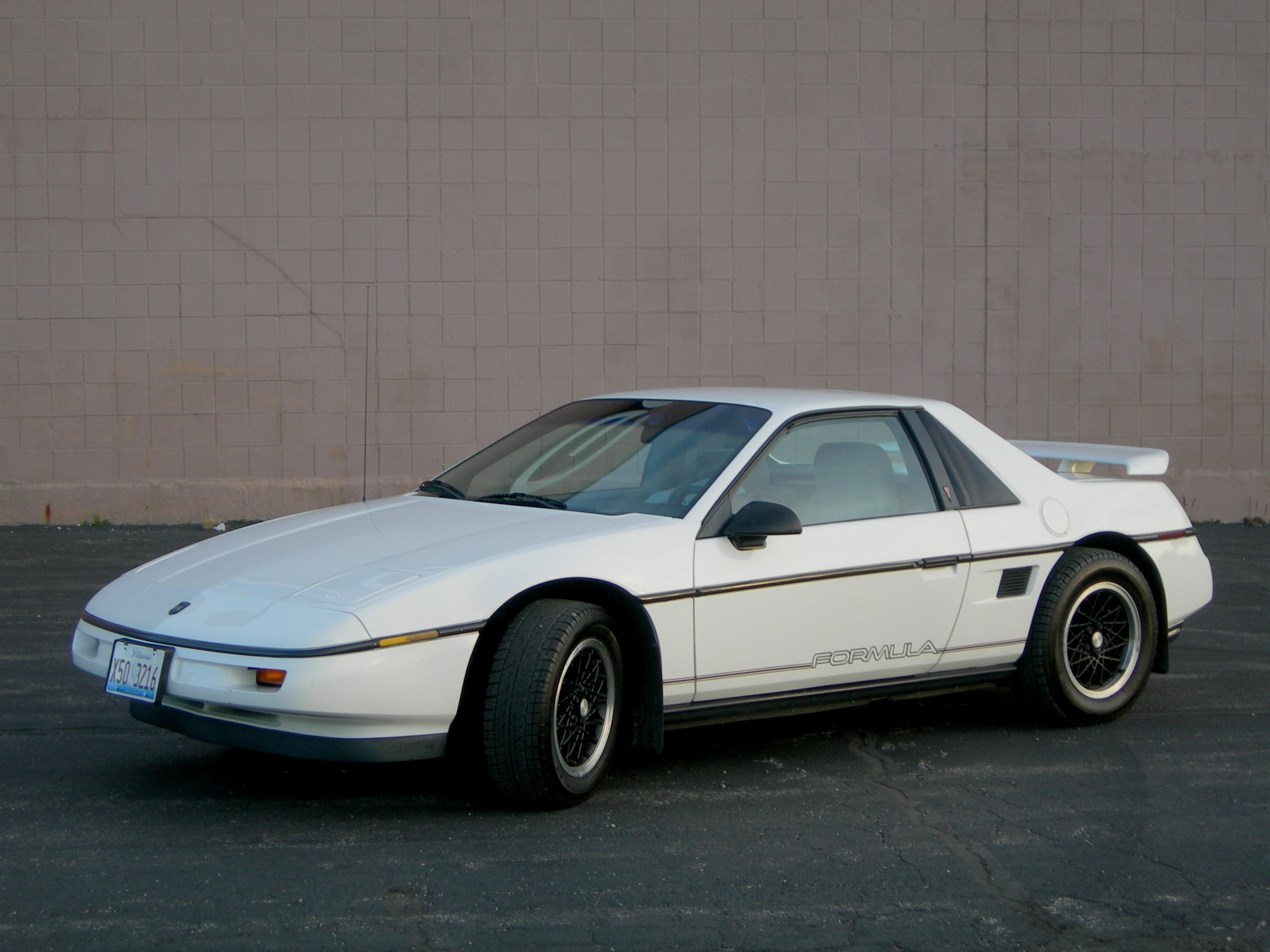
1988-as Pontiac Fiero Formula

Az évtized másik sikeres Pontiac modellje a Fiero lett, amelyet 1983 és '88 között gyártottak. A Fiero teljesen szokatlan konstrukció volt a General Motors márkái között, és később sem talált követőre. A viszonylag kis méretű, kétüléses, középmotoros sportkocsit először gyanakvással fogadták a GM vezetői, mert úgy vélték, hogy szükségtelen vetélytársa lesz a népszerű Chevrolet Corvette-nek. A Fierót egy olyan sportkocsi szegmensbe szánták, amelyhez a Corvette túl nagy volt a V8-as motorokkal. A teljesen új konstrukciójú felfüggesztés és a V6-os, középre helyezett motor több hasznot is hozott. A motor elhelyezésével megvalósítható, kiváló légáramlást biztosító forma csökkentette a fogyasztást és a súlyeloszlás az autó kezelhetőségére hatott kedvezően. Az úttartás, irányíthatóság, fékezhetőség is jobb volt az akkor megszokottnál. A sportkocsi tulajdonságokat azonban a Pontiac nem vette számításba az autó tervezésekor, és a GM más modelljeitől átvett alkatrészek csökkentették ugyan a költségeket, de problémákat is okoztak. Gyakran előfordult, hogy a típus használói a megengedett fordulatszám-tartomány fölött járatták a motort, így a megbízhatósággal gyakran akadtak problémák. Az 1984-es modellévben több motortűz is rontotta típus hírnevét, és a hűtőrendszer is megsínylette a GM-nél szokatlan motorelhelyezést. Ennek és a mindössze  ötéves  gyártási időszaknak ellenére a Fiero népszerű, és a mai napig kedvelt platform különféle Ferrari replikák építéséhez.

## Kilencvenes évek

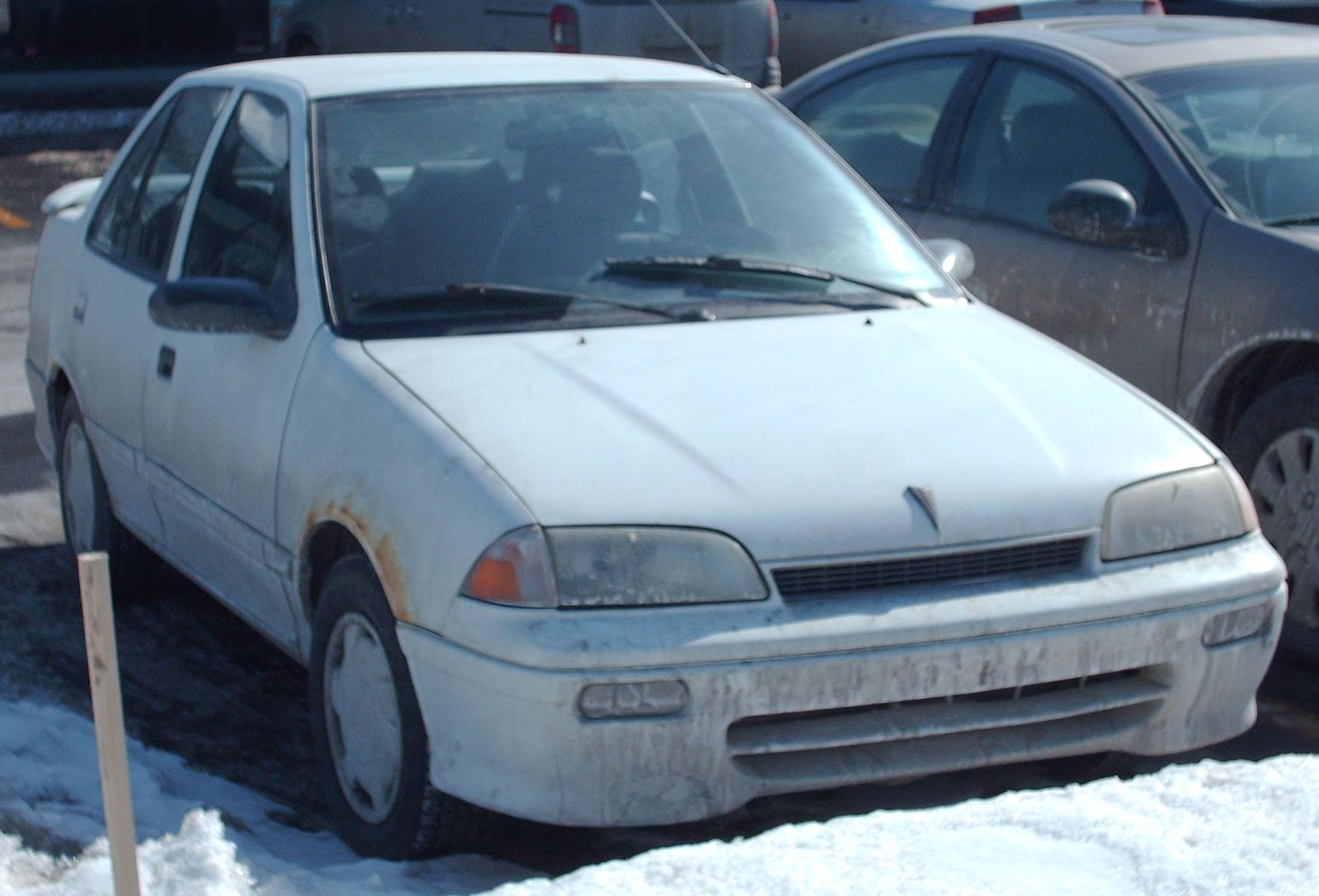
1994-es Firefly, Suzuki Swift formával

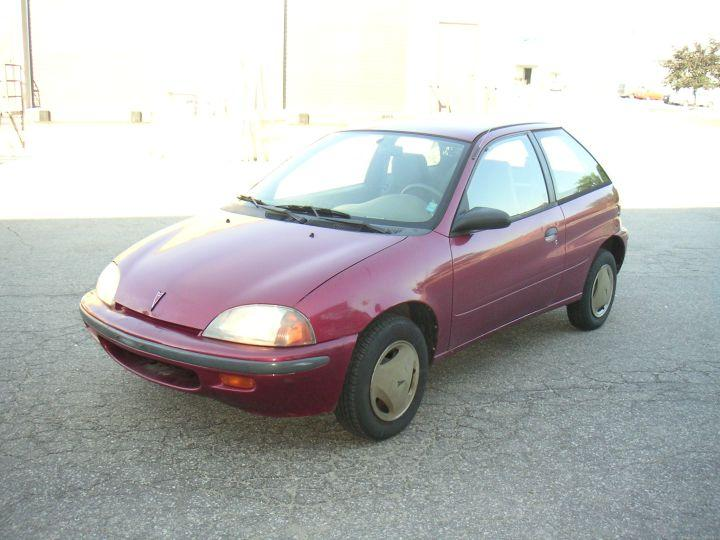
1997-es Firefly: kicsit áthangolt külső

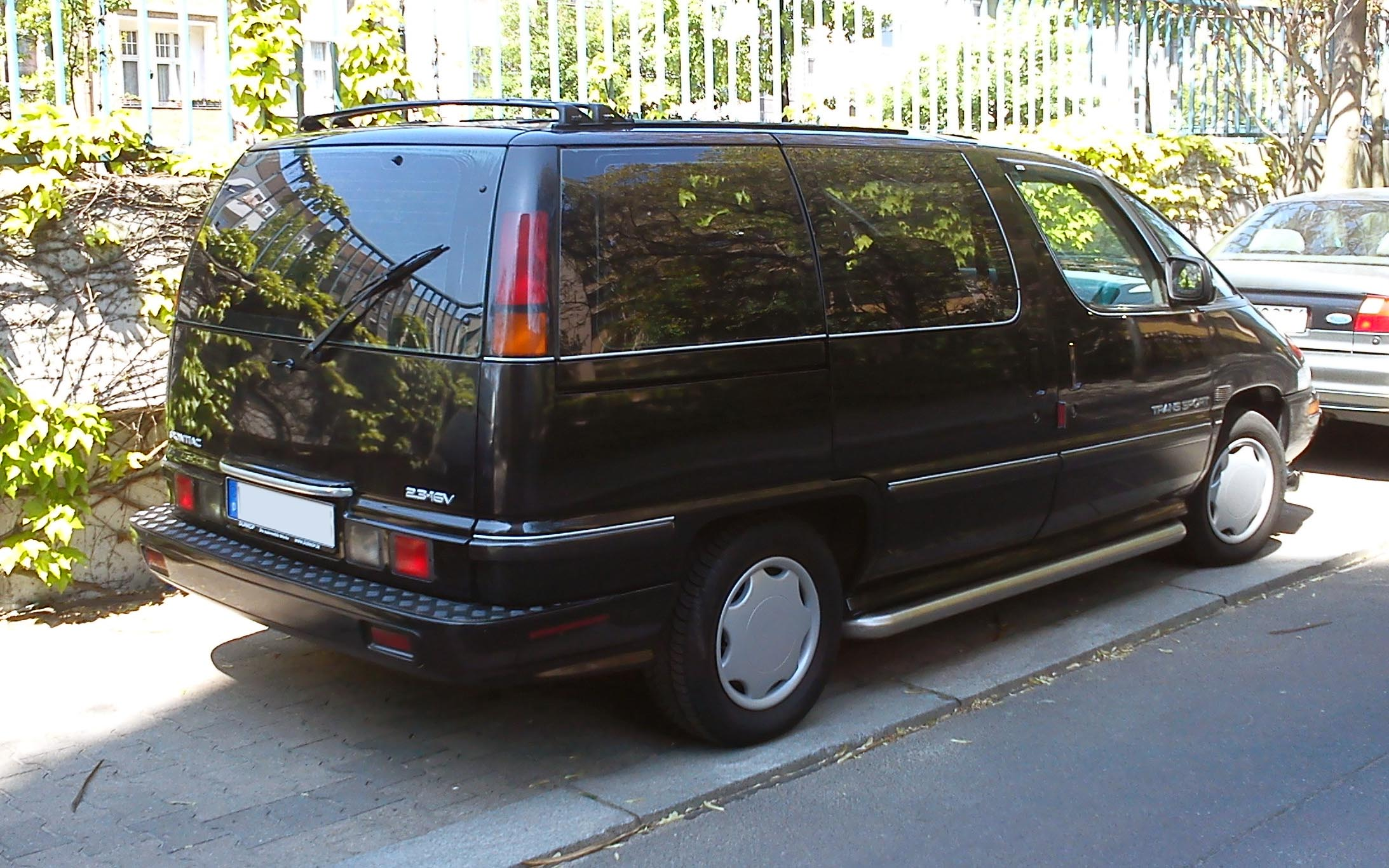
Trans Sport európai változata

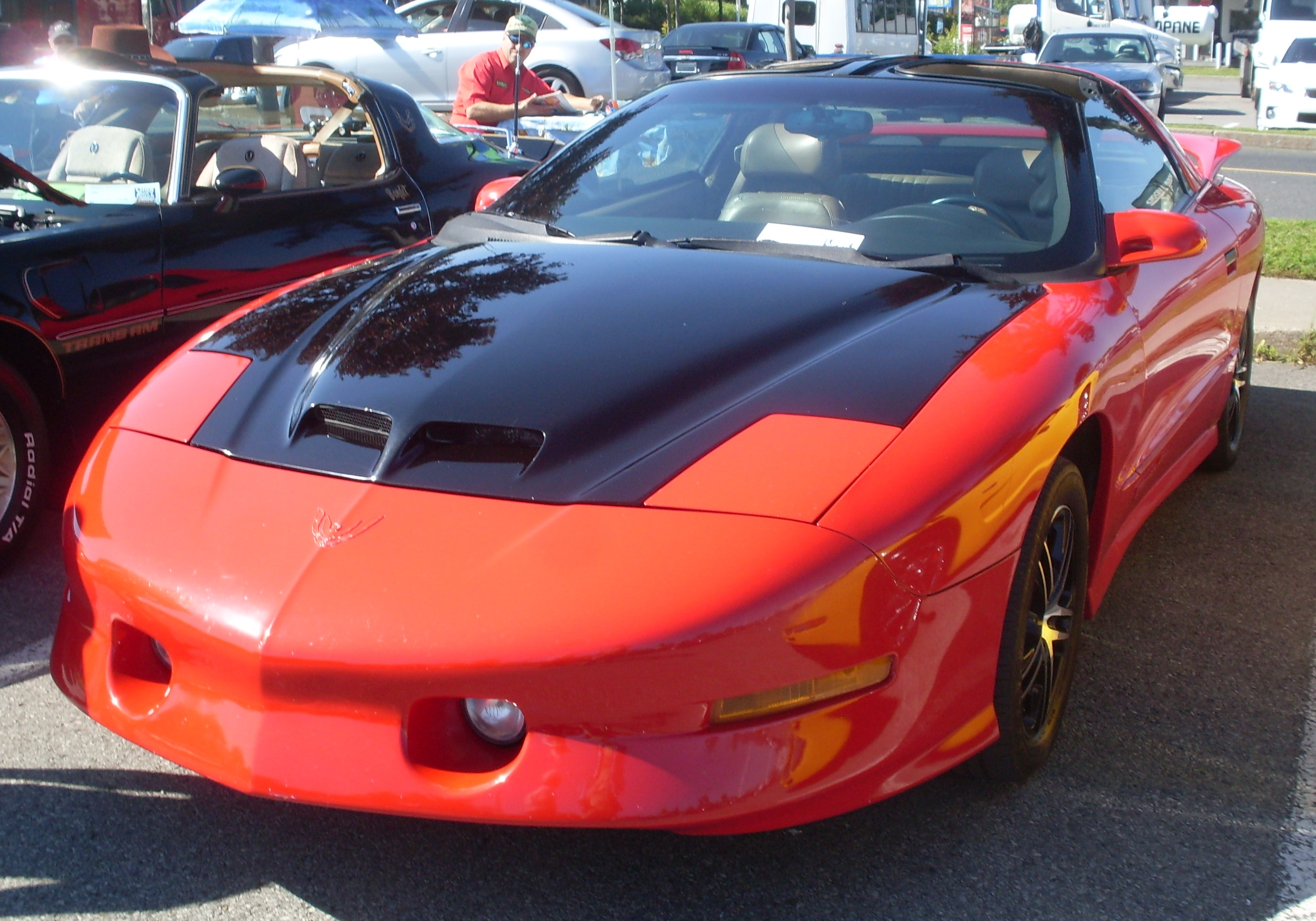
1994-es Trans Am

A 90-es évekre a Pontiac kezdett magához térni, a cég teljesen a General Motors szabvány motorjaira építette a palettáját, tehát már ugyanazokkal a motorokkal lehetett találkozni a Pontiac típusokban is, mint a többi anyacég tulajdonában levő leányvállalatnál. A 90-es évekre a márka gyakorlatilag a GM arculatában már teljesen a sportos irányzatot kapta meg, így a full-size modelljei szinte teljesen eltűntek, helyette megpróbáltak sportosabb modellekkel előrukkolni. Ebből az imázsból egyedül a Pontiac Trans Sport, és a Pontiac Firefly lógott ki. A Pontiac Trans Sport az Oldsmobile Silhouette, Chevrolet Lumina típusokkal együtt a családi egyterűt testesítette meg. A típus a GM szokásos besorolása alapján a közepes minőségű modellt jelentette, az alap Lumina és a full extrás Silhouette között. A gyártó ezekkel a modellekkel próbálta meg felvenni a versenyt az import, és a konkurencia hasonló modelljeivel szemben. A GM folyamatosan törekedett arra, hogy a kis szegmensbe is képes legyen valahogy betörni a saját piacán, mégis a próbálkozásai folyamatosan kudarcba fulladtak. A Pontiac Firefly valójában egy Suzuki Swift modell volt, melyet a General Motors Geo Metro néven és a Pontiac égisze alatt próbált meg értékesíteni, szintén minimális sikerrel, ezért az évtized végére meg is szüntette ezt a típust, egy évvel később, mint a Trans Sportot. A Pontiac megszűnéséig folyamatosan ott volt a kisebb szegmensekben, például a Sunfire és egyéb modellekkel.

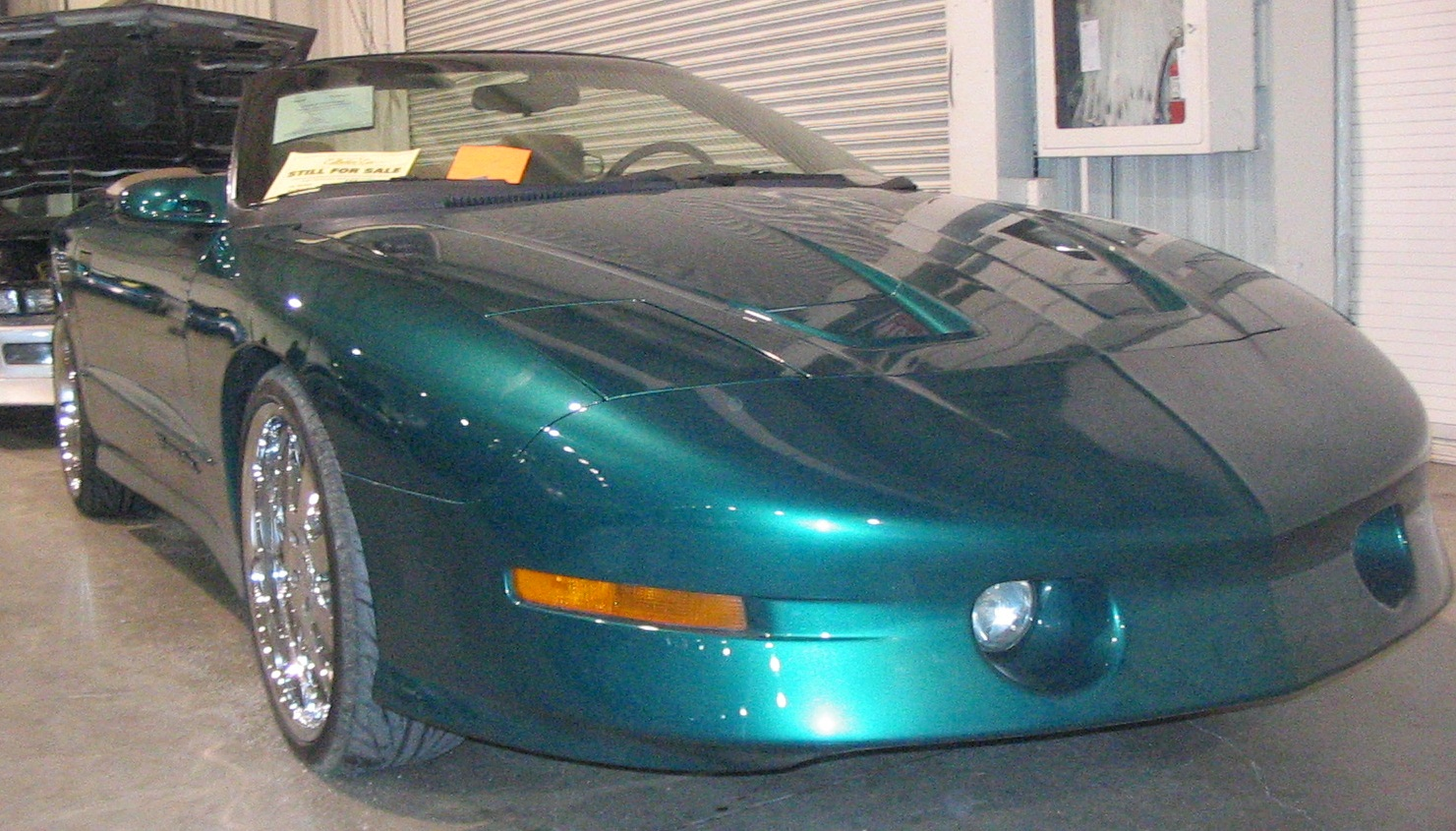
1997-es Firebird

Az évtized elején a javuló teljesítményű motorok kicsit fellendítették a cég eladásait, és elérkezett az idő az utolsó, immáron negyedik generációs Firebird megjelenésének is. Úgy tartják, hogy a 70-es évek közepén elszenvedett hatalmas presztízsveszteség után végre ezek a típusok már újra méltók voltak az elődök hírére, a megszűnése előtt ez a generáció volt a leggyorsabb a Firebird történelme folyamán. A Firebird megjelenésekor markáns formája, Ram Air csomaggal az agresszív megjelenése nagy feltűnést keltett, és eleinte komoly sikernek is ígérkezett. A cég először a nagy erejű LT1-es, később a teljesen új fejlesztésű LS1, LS2-es SBC motorokkal kínálta a Firebirdöt, aminek köszönhetően az autó teljesítménye az idő teltével folyamatosan növekedett. Az új generáció teljesítménye az első megjelenésének évében 275 elért lóerőről az utolsó évekre 325 lóerőre növekedett. Mégis az ezt a kategóriát jellemző népszerűtlenség és az anyacég felhalmozódó, Pontiacnál is keletkező veszteségei egyre inkább előrevetítették a típus megszűnését. Annak ellenére, hogy a divízióban már megvoltak az erős V8-as motorok, a 90-es évek folyamán folyamatosan tűntek el a személyautókból ezek, és helyettük egyre inkább kisebb feltöltött V6-osok vették át a szerepet. Az évtized végére a Pontiac kínálatában gyakorlatilag a Firebirdön kívül nem volt másik modell, amiben akár mint opció rendelhető lett volna a V8-as motor. 

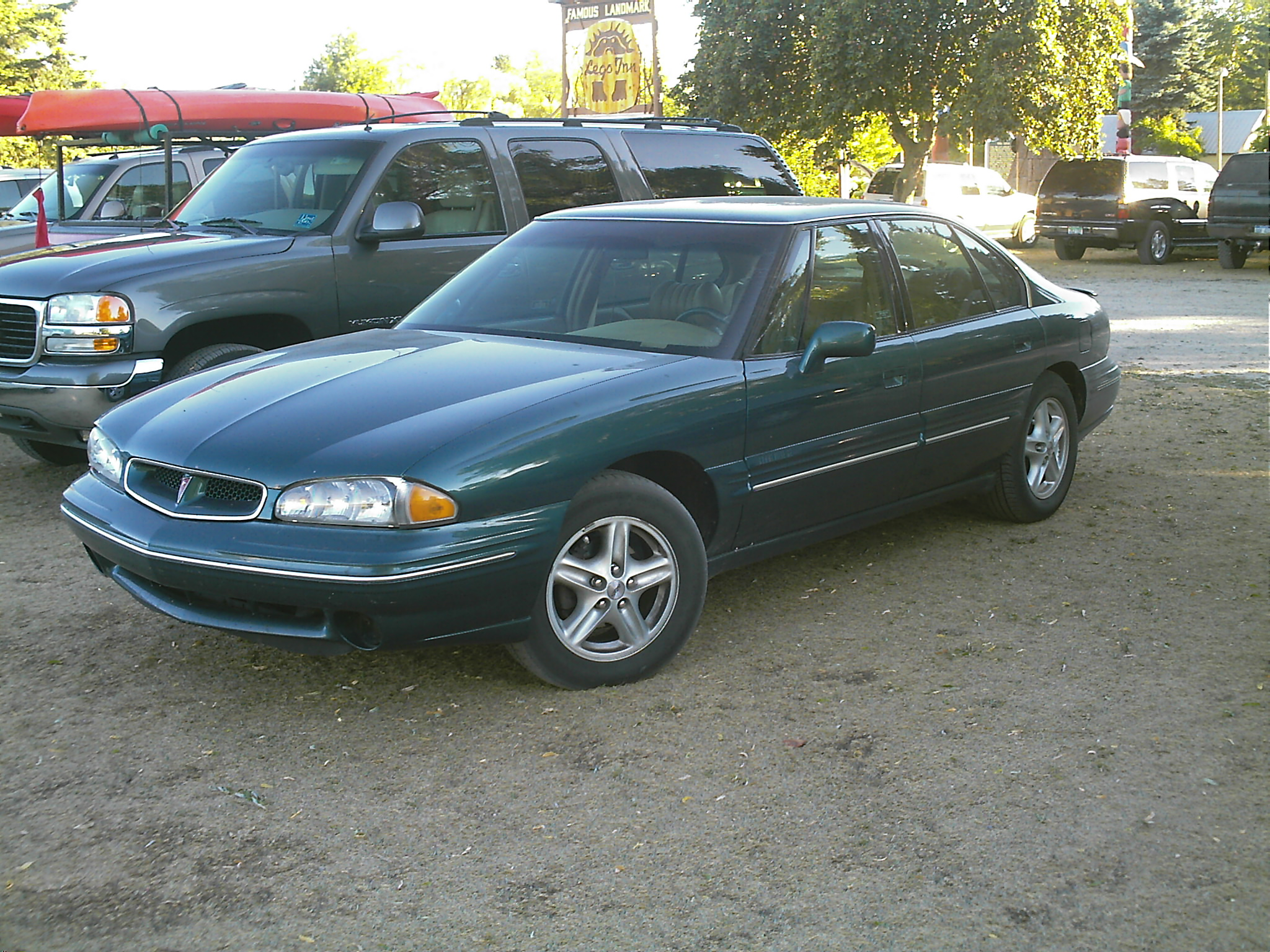
1998-as Boneville

## Kétezres évek

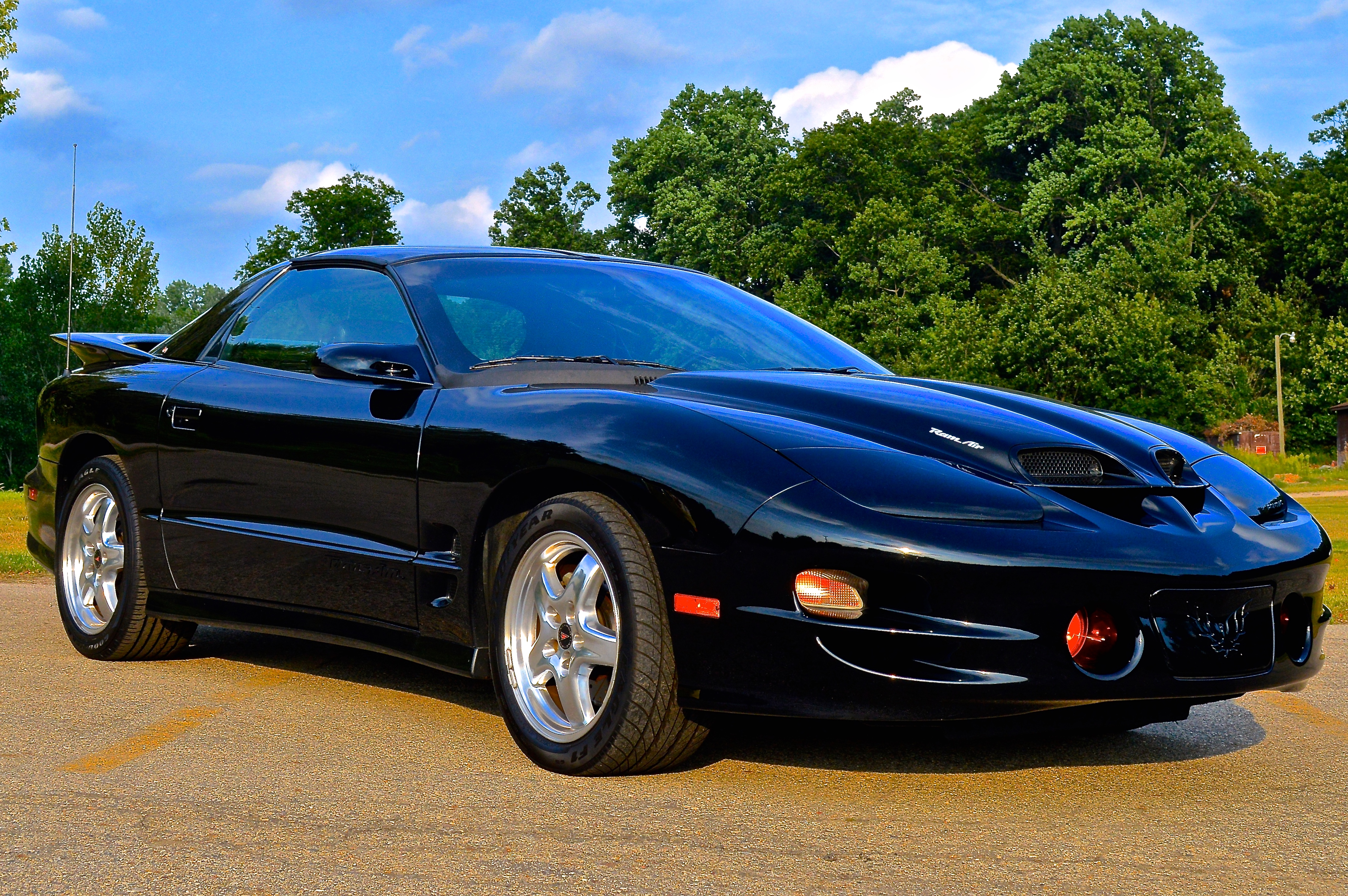
Negyedik generációs Firebird 2002-ből

A 2000-es évek nem indultak rózsásan a Pontiac számára sem, akárcsak a General Motors többi leányvállalatának sem. 2002-ben a kereskedők és vásárlók tiltakozása ellenére a Camaro, és a Firebird modellek is megszűntek. Még azért ebben az évben kiadták a 35. évi jubileumi típust a testvér modellekből, ami egy speciális fényezést és optikai tuningot tartalmazott, de azzal be is fejeződött a gyártása az amerikai történelem egyik legmeghatározóbb kettős típusának. A Pontiac időközben több dologgal is próbálkozott, olyanokkal, mint a Pontiac Aztek sportos szabadidő autó, ami a megjelenése előtt már negatív visszhangot kapott. Ezt a kísérletet a Pontiac Vibe követte, ami szintén nem volt nagy siker, ezért a cég kisebb roadsterek, és kupék fejlesztésével próbált a felszínen maradni. Mivel a cégnek nem maradt markáns 4 üléses sportkupéja a Firebird után, emiatt hatalmas űr tátongott a cég kínálatában.

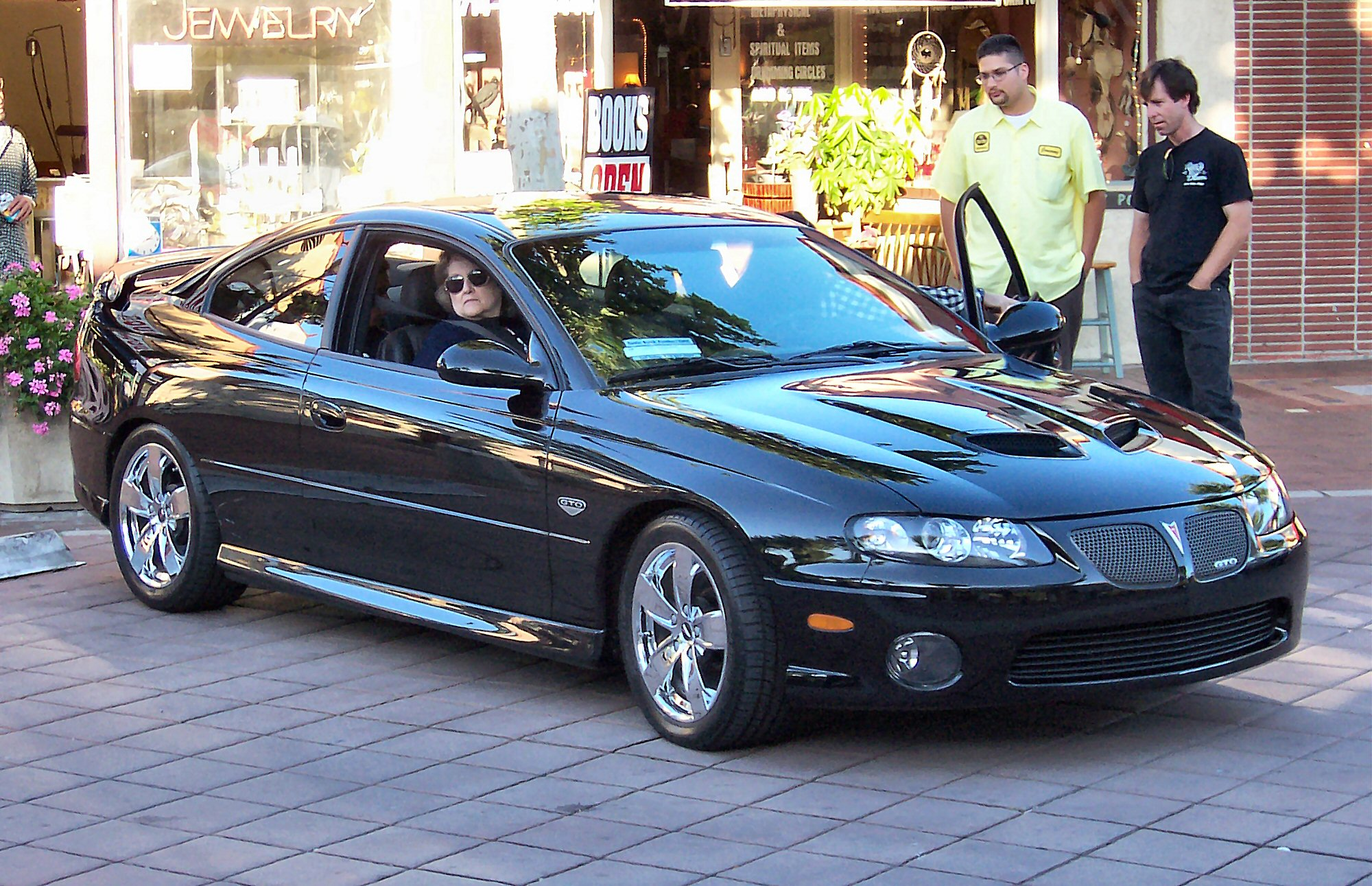
2005-ös GTO

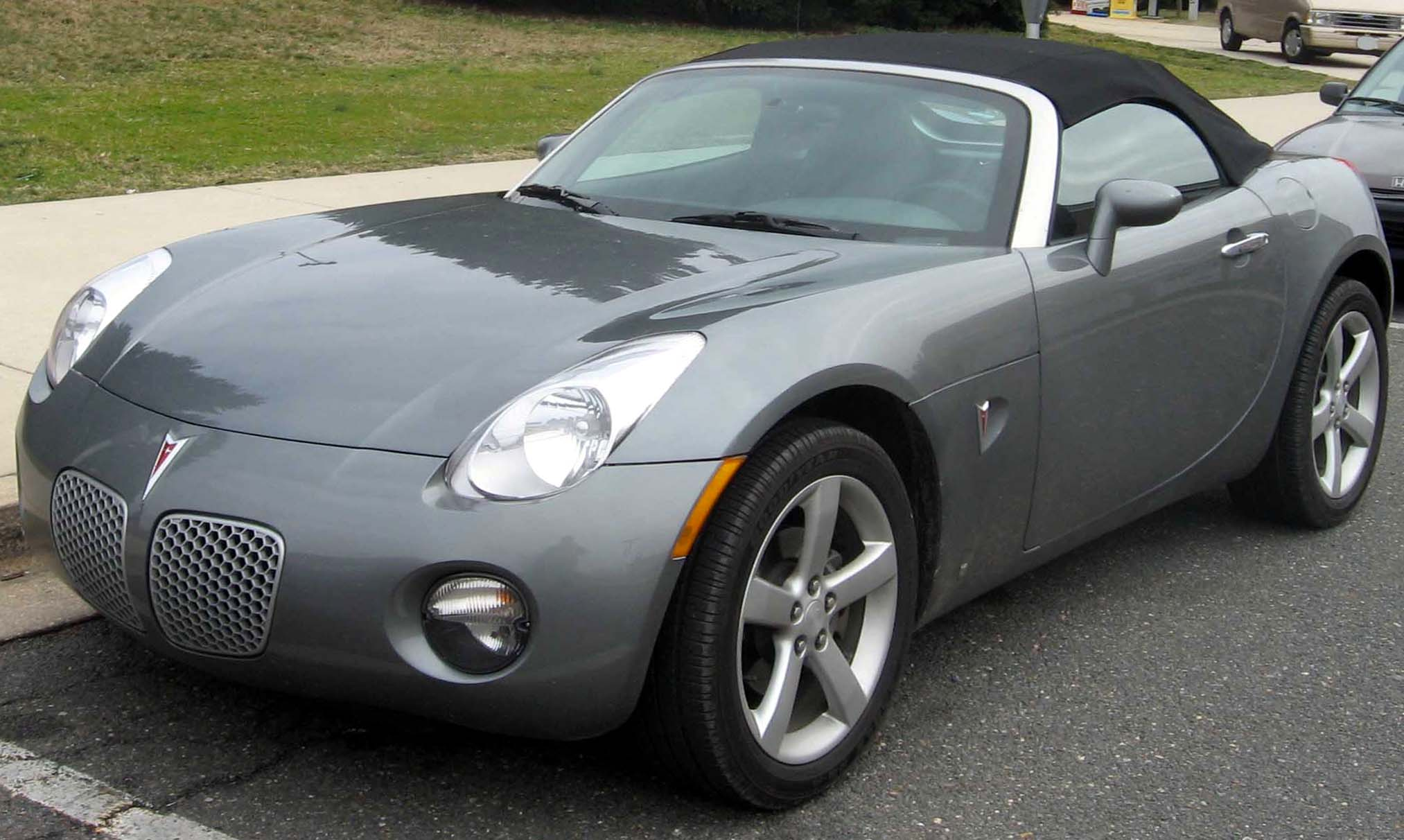
2008-as Solstice

Erre a problémára muszáj volt valami megoldást találni, végül 2004-ben úgy határoztak, hogy felélesztik a Pontiac GTO legendáját. Az egyetlen probléma az volt, hogy nem volt lehetőség saját modell fejlesztésére, így az ausztrál Holden cég Monaro típusát vették alapul, és kisebb változtatásokkal jelentették meg az új nevet kapott autót. A GTO-ban a kezdetekben még a Firebird-ből ismert LS1-es motor dolgozott, de később ez a modell is megkapta az LS2-es motorokat. Műszakilag egy nagyon jó autó született, rendkívül jó technikai felszereltséggel és teljesítménnyel. Az autó nagy ellenfelénél, a Dodge Charger modern  HEMI motoros változatánál is gyorsabb tudott lenni, ami nem kis eredmény. Sajnos az autó, szemben a napjainkban dúló retro irányzattal, már csak a nevében hasonlít a legendás elődjére, pedig a piacon igény van a régi formák újraélesztésére. Hiába kapta a régi legenda nevét, eléggé komoly ára és teljesen jellegtelen modern formája miatt nem hozta meg az autóhoz fűzött eladási reményeket.

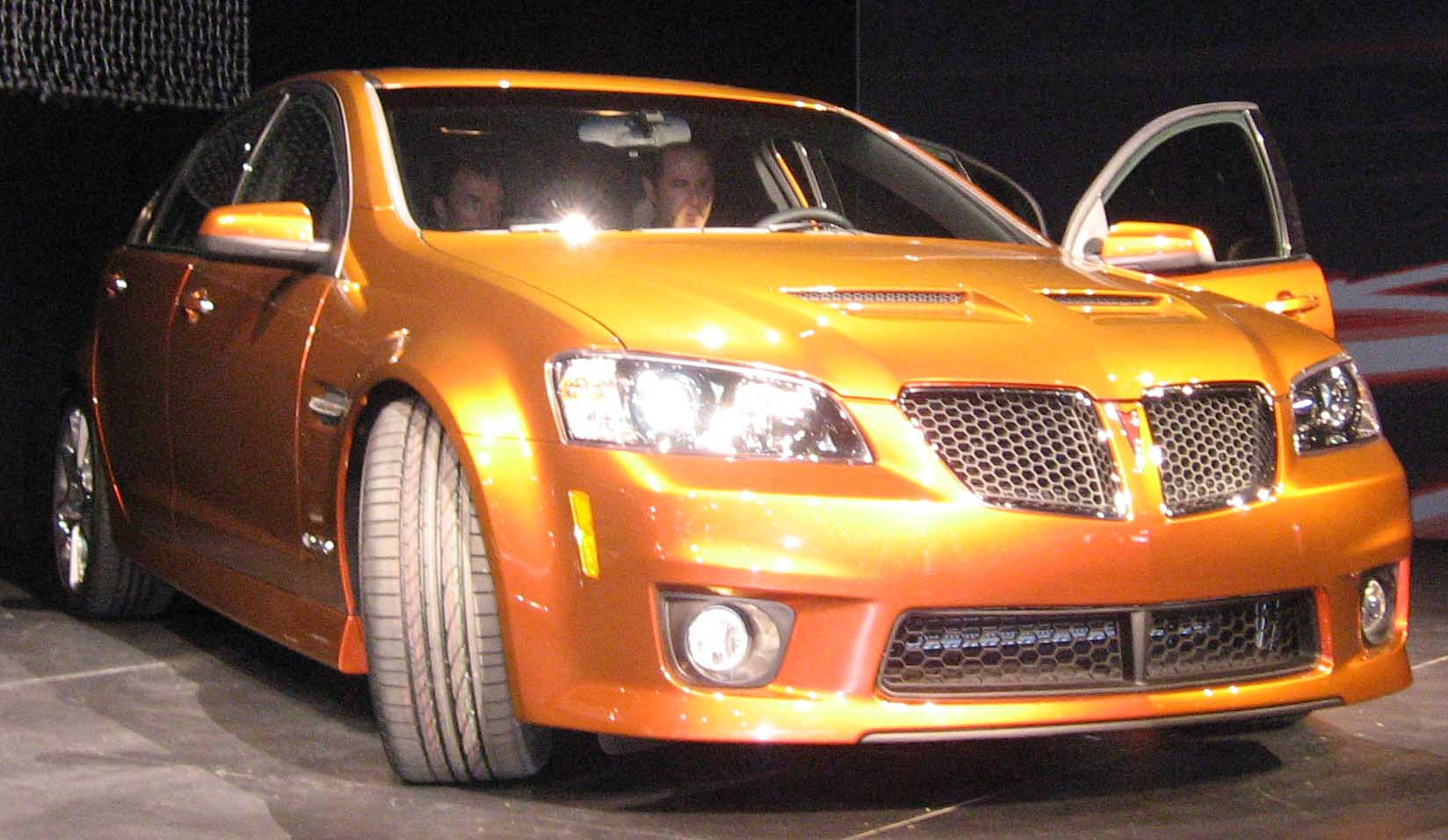
2009-es GXP

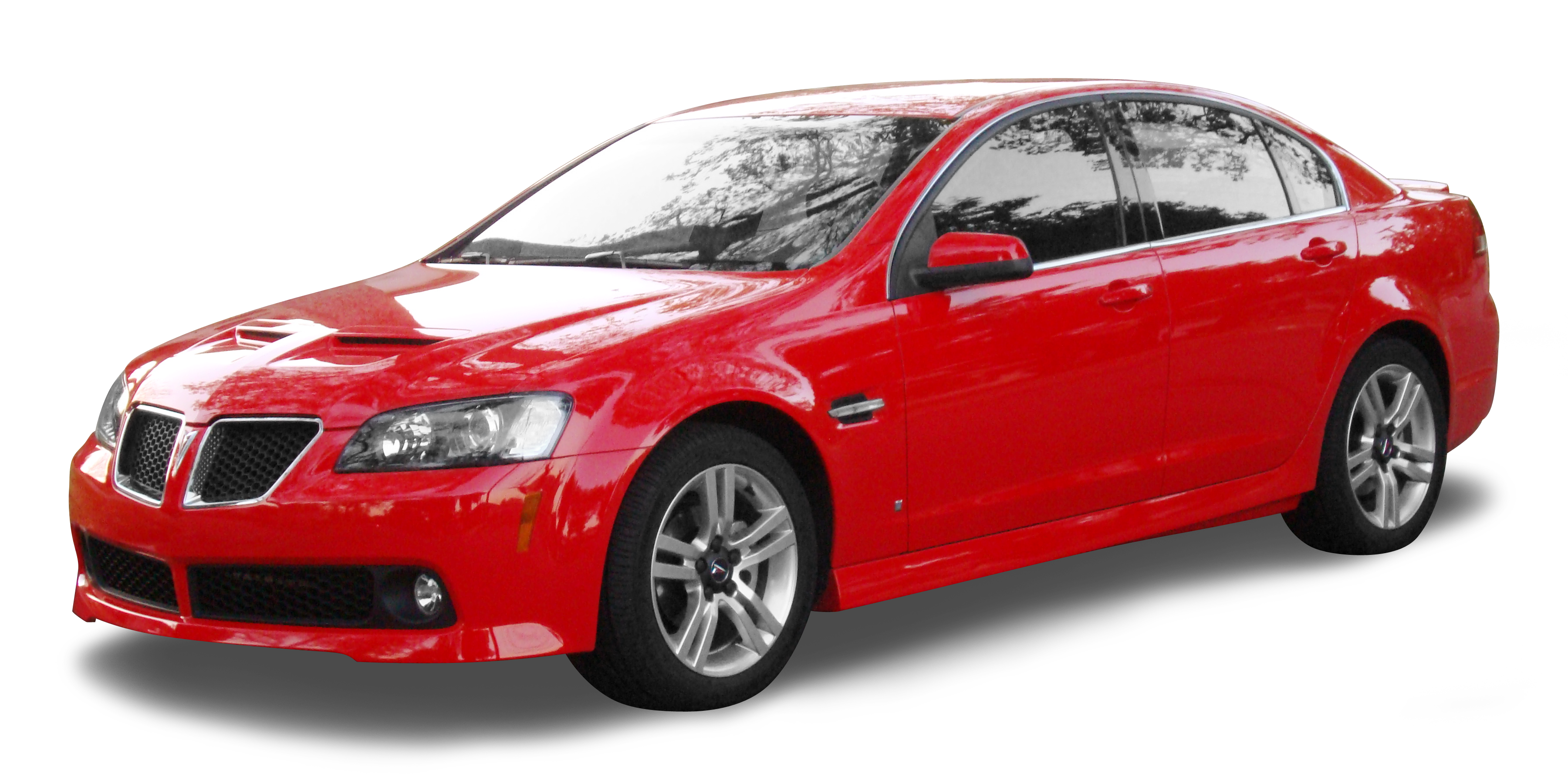
2008-as G8

A 2008-ban megjelent G8 és a GXP sorozat új lendületet hozott a cégnek. A G8 egészen érdekes autó lett. Erősen európaias jellegű autó volt, de erős nagy motorokkal. Ezzel az autóval visszatértek az '50-60-as években megteremtett alapokhoz. Erős, aránylag olcsó családi autók gyártása volt akkoriban a cél – ez a gép tudta ezt a 6,0 literes motorjával és a 361 lóerejével. Az autó futóműve az európai igényeknek is megfelelő volt. Az amerikai közvélemény a "szegény ember BMW M5-öse"-ként emlegette, mivel több tulajdonságával is az említett bajor gépkocsikra emlékeztetett, sokkal alacsonyabb áron.
A Solstice-nak a piacon történt pozitív fogadtatása új reményt adott a Pontiacnak, hogy képes legyen megmaradni a sportos szegmensben is. 
Aztán a Chevrolet az izomautó kategória iránt egyre növekvő keresletnek köszönhetően 2009-ben ismét megjelentette a Camarót, de nem készítették el a Firebird testvért, így a szegmensben maradt a GTO, aminek az eladási mutatója továbbra sem eredményezett számot tevő sikert. A Solstice-t és a G8-at nem számítva a többi modell ami még a palettán szerepelt, szintén nem ért el jó eladási statisztikákat – igaz, a kínálat sem érte le a korábbit.

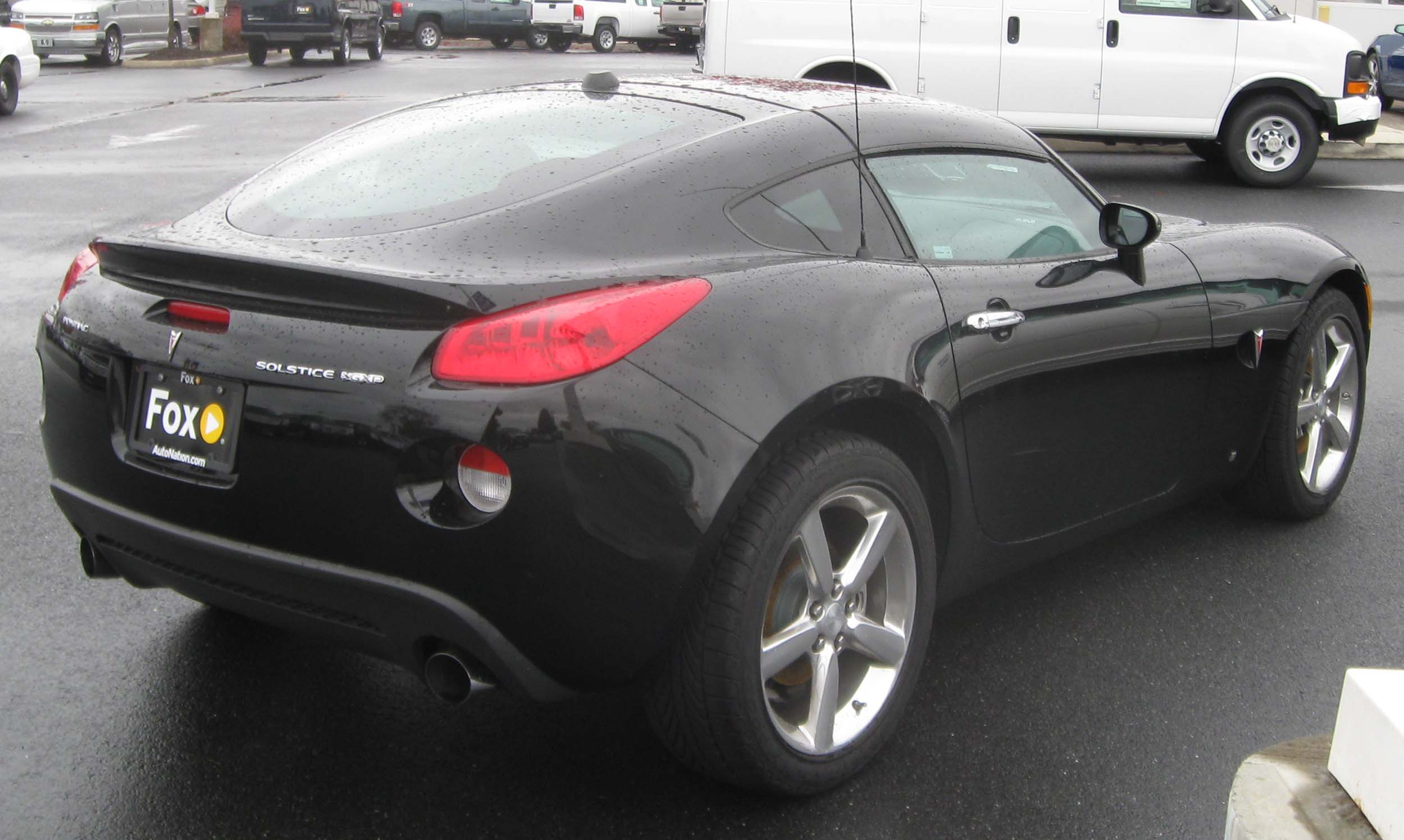
2009-es Solstice GXP coupe

A Solstice eredetileg kabrió roadsternek készült, de később egy keménytetős változatát is gyártani kezdték, ami igen ritka, mivel alig több mint ezer példány hagyta el a willmingtoni (Delaware állam) gyártósort. A kabrió roadster több mint 64 ezer példányban került forgalomba, és készült egy targatetős változat is. A típusra nagy érdeklődést mutatkozott a Pontiac megszűnésének hírére, több gyártó is szerette volna megvásárolni, azonban a General Motors nem kívánta eladni sem ezt, sem a Pontiac márkát. 

## A vég
2008. december 2-án jelentette be a General Motors, hogy egy 250 milliárd dolláros hitel reményében számos márkáját meg kívánja szüntetni, köztük a Pontiacot is. A listára került a Saturn, a Hummer, és el kívánták adni a Saabot is. Korábban az Oldsmobile márkát négy év alatt vezették ki a piacról (2004-ben), azonban a Pontiac kevesebb átfutási időt kapott. Április 23-án bejelentették, hogy a GMC teherautó márkával ellentétben a Pontiac végleg megszűnik, és bár még a DeLorean is érdeklődött (kifejezetten a Solstice iránt), a GM nem kívánta, hogy a nagy múltú brand más tulajdonosi háttérrel fennmaradjon. A típusokat fokozatosan kivezették, egyedül a Matiz maradt fenn, amit Matiz G2 néven Mexikóban gyártottak tovább.
A márka lezárásával 7-8 ezer gyártói munkahely is megszűnt, és 2600 kereskedőt érintett, akik új üzleti konstrukciókkal tudták csak folytatni a munkájukat. A gyártás még 2009-ben megszűnt, bár az utolsó modellek már a 2010-es modellév megjelöléssel készültek. Az utolsó Pontiac, egy 2010-es G6 2010 januárjában gördült le a szalagról az Orion Township Assembly Line szerelőcsarnokában. A Pontiac volt a kilencedik nagy amerikai autómárka, amelyik megszűnt 1987 óta, a Merkur, Mercury, Passport, Asüna, Geo, Plymouth, American Motors (AMC) (amely előbb Eagle lett 1988-ban és 1999-ben került kivezetésre), és az Oldsmobile után. A gyártelepeket értékesítették, a willmingtoni üzemet például a Fisker Automotive, a vitatott plug-in hibrid Fisker Karma elektromos sportkocsi gyártója vásárolta meg.

## Pontiac Kanadában
A Pontiac a kanadai piacon is jó fogadtatásra talált a második világháború után, és a General Motors of Canada több nagy autót (full-size cars) is forgalomba hozott e néven, de ezek többnyire csak a külsejükben hasonlítottak a Pontiac típusaira, de valójában átdolgozott Chevrolet modellek voltak. A belső kialakításuk a Pontiactól származott, és egyes típusokon mindkét márka fejlesztései megjelentek. Ennek az üzleti fogásnak az volt a lényege, hogy a GM Chevrolet-ket már gyártott Kanadában és így csak a főbb karosszériaelemek préseléséhez kellett szerszámokat telepíteni. A költségek csökkentésére nagy szükség volt a kevésbé fizetőképes kanadai felvevőpiac miatt, és mellesleg a vámok szempontjából is jövedelmezőbb megoldás volt „átcímkézni” az alacsonyabbra pozicionált márkát.
A kanadai kereskedők más, kisebb Chevrolet típusokat is forgalmaztak Acadian és Beaumont néven. Ezeket a típusokat a vásárlók gyakran a Pontiac márkával kötötték össze, bár sosem hirdették őket úgy – ellenben az emblémájuk megegyezett a Pontiac „Dart”-nak nevezett nyílhegy-emblémájával. Kanadában a későbbiekben is forgalomba hoztak Chevrolet típusokat Pontiac néven.

## Típusok
- Pontiac 2+2 (1964–1970)
- Pontiac 1000 (1983–1987)
- Pontiac 2000 (1983)
- Pontiac 2000 Sunbird (1983–1984)
- Pontiac 6000 (1982–1991)
- Pontiac Acadian (1976–1987, átemblémázott Chevrolet Chevette/Pontiac T1000/1000, kanadai modell)
- Pontiac Astre (1975–1977; 1973–1977 kanadai modell)
- Pontiac Aztek (2001–2005)
- Pontiac Bonneville (1957–2005)
- Pontiac Catalina (1959–1981)
- Pontiac Chieftain (1949–1958)
- Pontiac Custom S (1969)
- Pontiac De-Lux (1937)
- Pontiac Executive (1967–1970)
- Pontiac Fiero (1984–1988)
- Pontiac Firebird (1967–2002)
- Pontiac Firefly (1985–2001, átemblémázott Chevrolet Sprint / Geo Metro / Suzuki Cultus / Swift, Kanada)
- Pontiac G3 (2006–2009 (Mexikó), 2009 (USA), átemblémázott Chevrolet Aveo/Daewoo Gentra)
- Pontiac G4 (2005–2009, átemblémázott Chevrolet Cobalt, Mexikó)
- Pontiac G5 (2007–2009, átemblémázott Chevrolet Cobalt)
- Pontiac G6 (2004–2010)
- Pontiac G8 (2008–2009, átemblémázott Holden VE Commodore, Ausztrália)
- Pontiac GT-37 (1970-1971)
- Pontiac Grand Am (1973–1975, 1978–1980, 1985–2005)
- Pontiac Grand Prix (1962–2008)
- Pontiac Grand Safari (1971–1978)
- Pontiac Grand Ville (1971–1975)
- Pontiac Grande Parisienne (1966–1969, Kanada)
- Pontiac GTO (1964–1974)
- Pontiac GTO (2004–2006, átemblémázott Holden Monaro, Ausztrália)
- Pontiac J2000 (1982)
- Pontiac Laurentian (1955–1981, Kanada)
- Pontiac LeMans (1962–1981, 1988–1993)
- Pontiac Matiz (1998–2005, átemblémázott Chevrolet Matiz, Mexikó)
- Pontiac Matiz G2 (2006–2010, átemblémázott Chevrolet Matiz, Mexikó)
- Pontiac Montana (1999–2005)
- Pontiac Montana SV6 (2005–2006, gyártása 2009-ig folytatódott Kanadában és Mexikóban)
- Pontiac Parisienne (1983–1986; 1958–1986, Kanada)
- Pontiac Pathfinder (1955–1958, Kanada)
- Pontiac Phoenix (1977–1984)
- Pontiac Pursuit (később G5 Pursuit) (2005–2006, átemblémázott Chevrolet Cobalt, Kanada)
- Pontiac Safari (1955–1989)
- Pontiac Silver Streak
- Pontiac Solstice (2006–2009)
- Pontiac Star Chief (1954–1966)
- Pontiac Star Chief Executive (1966)
- Pontiac Strato-Chief (1955–1970, Kanada)
- Pontiac Streamliner (1942-1951)
- Pontiac Sunbird (1975–1980, 1985–1994)
- Pontiac Sunburst (1985–1989, átemblémázott Chevrolet Spectrum / Isuzu Gemini, Kanada)
- Pontiac Sunfire (1995–2005)
- Pontiac Sunrunner (1994–1997, átemblémázott Geo Tracker / Suzuki Escudo, Kanada)
- Pontiac Super Chief (1957–1958)
- Pontiac T1000 (1981–1982)
- Pontiac T-37 (1970-1971)
- Pontiac Tojan (1985 -1991)
- Pontiac Tempest (1961–1970; 1987–1991, átemblémázott Chevrolet Corsica, Kanada)
- Pontiac Torpedo (1940-1948)
- Pontiac Torrent (2006–2009)
- Pontiac Trans Am (1969–2002)
- Pontiac Trans Sport (1990–1998)
- Pontiac Ventura (1960–1970 full-size, 1973–1977 kompakt)
- Pontiac Ventura II (1971–1972)
- Pontiac Vibe (2003–2010, átemblémázott Toyota Voltz)
- Pontiac Wave (később G3 Wave) (2004–2010, átemblémázott Chevrolet Aveo / Daewoo Gentra, Kanada)

## Fordítás
- Ez a szócikk részben vagy egészben  a   Pontiac című angol Wikipédia-szócikk ezen változatának fordításán alapul.  Az eredeti cikk szerkesztőit annak laptörténete sorolja fel. Ez a jelzés csupán a megfogalmazás eredetét és a szerzői jogokat jelzi, nem szolgál a cikkben szereplő információk forrásmegjelöléseként.